# Sol (pédologie)
Pour les articles homonymes, voir Sol.
Le sol est la partie vivante de la géosphère. Il est à la fois le support et le produit du vivant, couche de la biosphère à l'interface entre la lithosphère et l'atmosphère. 
Il résulte de la transformation de la couche superficielle de la roche-mère profonde, dégradée et enrichie en apports de matières organiques par les processus de pédogenèse. La couche arable, constituée en partie d'humus, est la partie du sol la plus riche en matière organique. On différencie le sol de la roche-mère en voie de désagrégation par la présence significative de vie. Le sol est aussi un des puits de carbone planétaires, mais semble actuellement perdre une partie de son carbone, de manière accélérée depuis au moins 20 ans[Quand ?]. Il peut contenir et conserver des fossiles, des vestiges historiques et les traces d'anciennes activités humaines (anthropisation, voir aussi anthrosol, archéologie) ou d'évènements climatiques. Ces éléments influent à leur tour sur la composition floristique.
Le sol est vivant et constitué de nombreuses structures spatiales emboîtées (horizons, rhizosphère, macro- et microagrégats, etc.). Cette dimension fractale autorise la coexistence de très nombreux organismes de tailles très diverses et fait du sol le réservoir principal de biodiversité microbienne, fongique, animale et végétale,.La biodiversité du sol est le fruit de l'action d'un ensemble de facteurs, naturels (par exemple pédogenèse) et anthropiques (occupation des sols, pratiques de gestion…) agissant sur de longues périodes.
Tous les sols qui prennent ou ont pris naissance à la surface de la lithosphère forment la pédosphère.
La science des sols est la pédologie.

## Définitions des sols
Il existe plusieurs définitions du sol. Les définitions des sols sont liées à leurs utilisations.

### La science des sols
La science qui étudie les sols, leur formation, leur constitution et leur évolution, est la pédologie. Plus généralement, aujourd'hui, on parle de science du sol, englobant ainsi toutes les disciplines (biologie, chimie, physique) qui s'intéressent pro parte au sol.
De nombreux processus, autrefois considérés comme purement physico-chimiques, sont aujourd'hui attribués à l'activité des êtres vivants, comme l'altération des minéraux ou la mobilisation du fer par les sidérophores bactériens.

### Le sol des géologues

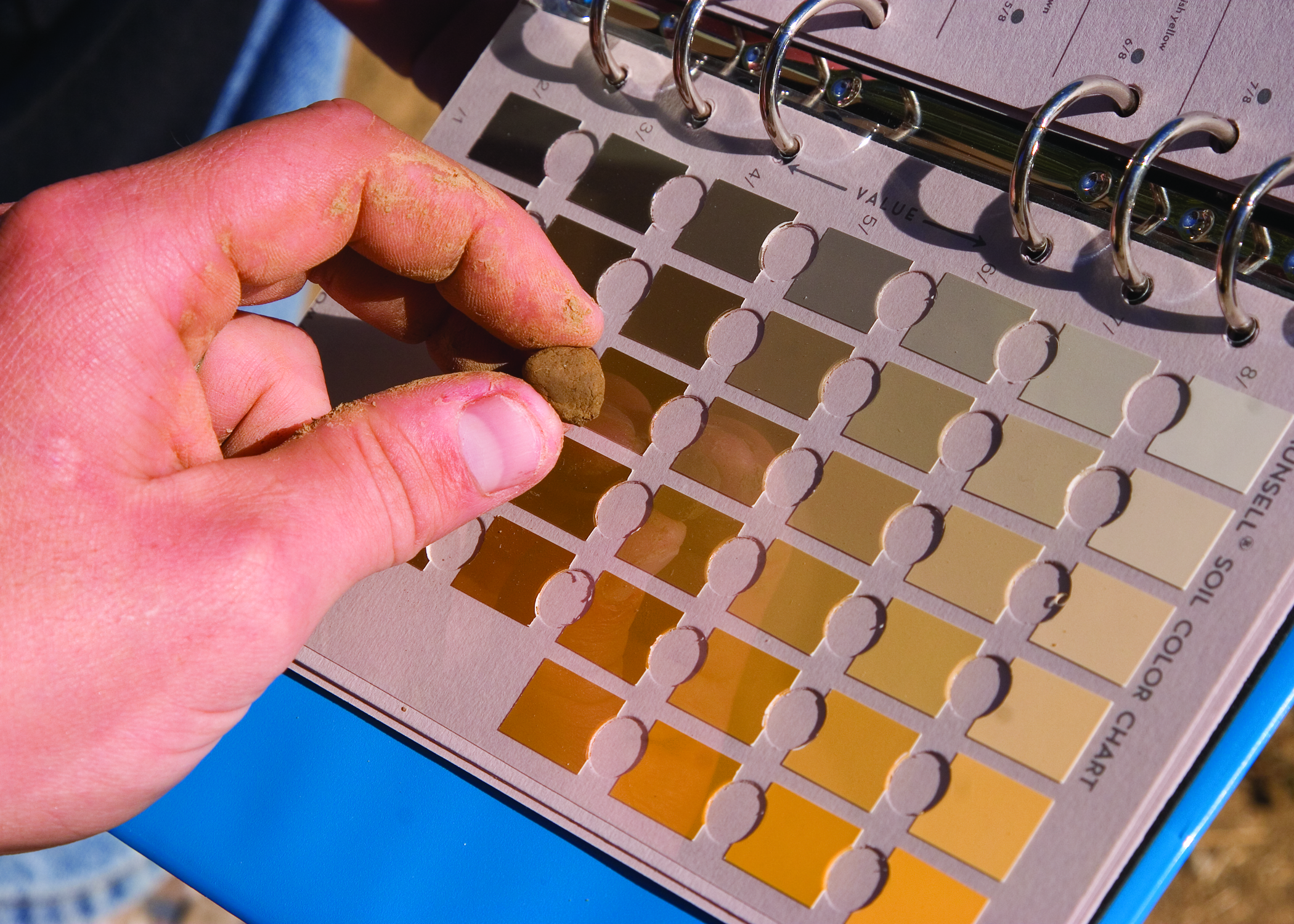
Nuancier de Munsell.

La couleur des sols est déterminée par référence à un code international de couleur, la charte Munsell. Les teintes plus ou moins claires ou sombres, plus ou moins jaunes ou rouges dépendent de trois composants principaux : des calcaires (clairs), des composés organiques (sombres, carbone résiduel des plantes) et de la quantité de fer (sous forme d'oxydes et d'hydroxydes qui constituent les ocres de couleur jaune, rouille, brun rougeâtre à brun foncé).

### Le sol des écologues

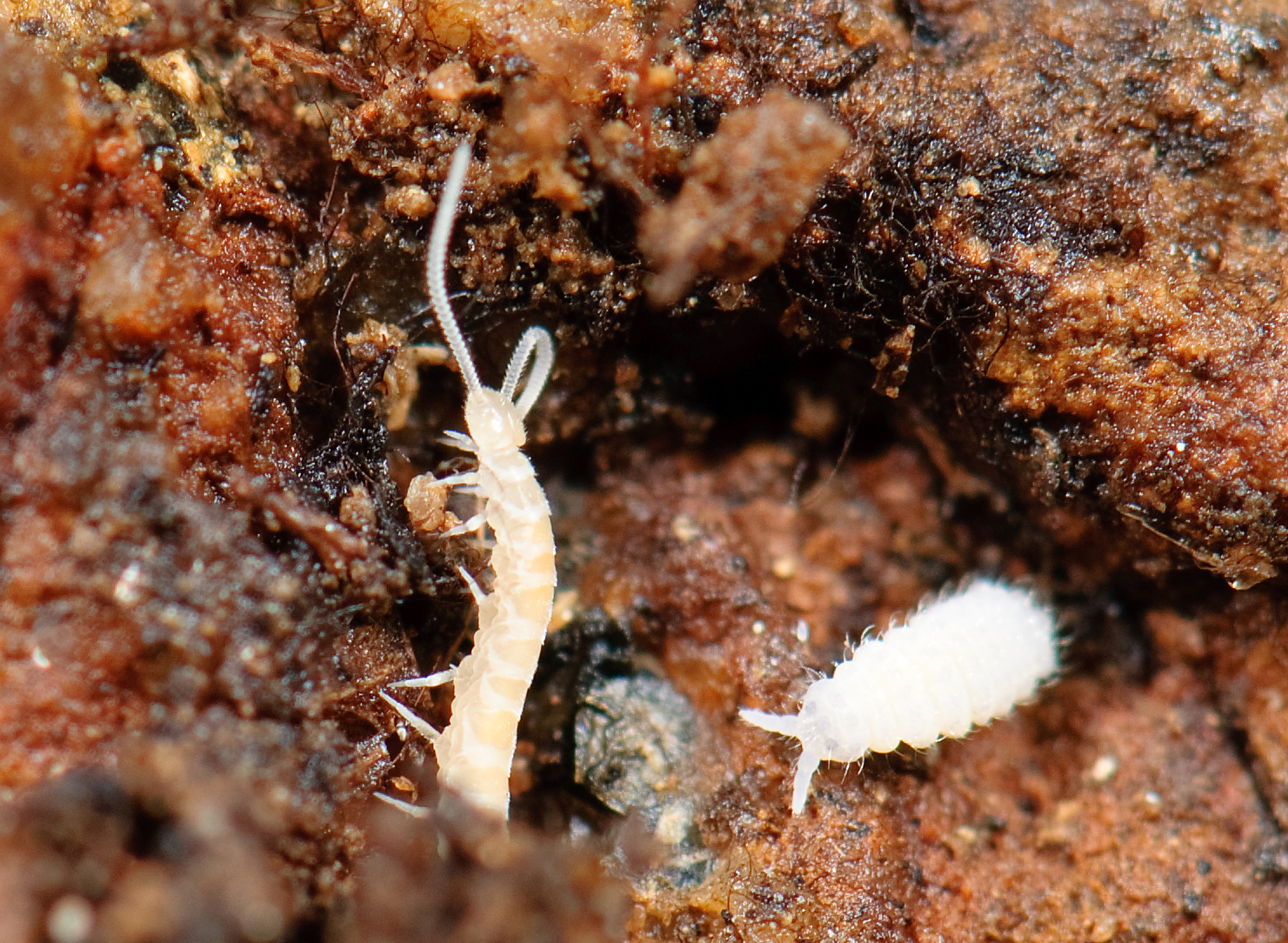
Le sol recèle une faune riche.

Pour l'écologue, le sol est un habitat et un élément de l'écosystème qui est le produit et la source d'un grand nombre de processus et interactions chimiques, biochimiques et biologiques. On a d'ailleurs de plus en plus tendance à considérer le sol comme un écosystème à part entière, et non plus comme une composante d'un écosystème dont la base serait la végétation.
Le sol recèle un trésor vivant qui représente 50 % de la biodiversité spécifique sur la terre. En région tempérée, chaque mètre carré (sur 20 cm de profondeur) abrite en moyenne 10 000 espèces animales (dont un millier d'espèces d'invertébrés constitués de près de 50 % d'acariens) comprenant, en les distinguant par leur taille, la microfaune, la mésofaune et la macrofaune. Une cuillère à café de sol, soit environ un gramme, héberge en moyenne 100 arthropodes, 1 000 à 2 000 nématodes, des millions de protozoaires et près d'un milliard de cellules bactériennes, issues de plus de 1 million d'espèces. Cette même cuillère contient 200 m de mycélium de champignons correspondant à 100 000 champignons, issus de plusieurs milliers d'espèces fongiques saprophages,.
Le microbiome du sol est loin d'avoir été inventorié. En moyenne, un tiers de la biomasse des plantes est sous terre sous forme de racines mycorhizées. Au total, un sol de champ abrite une dizaine de tonnes de biomasse souterraine vivante par hectare (l'équivalent d'un petit troupeau de vaches), qui se répartissent en trois à six tonnes de racines mycorhizées, 3,5 tonnes de champignons, 1,5 tonne de bactéries et 1,5 tonne d'animaux. Au bilan, la matière organique des sols représente entre 50 et 75 % de la biomasse vivante des écosystèmes terrestres, et entre 60 et 90 % de leur  biomasse totale (vivante ou morte).

### Le sol des pédologues

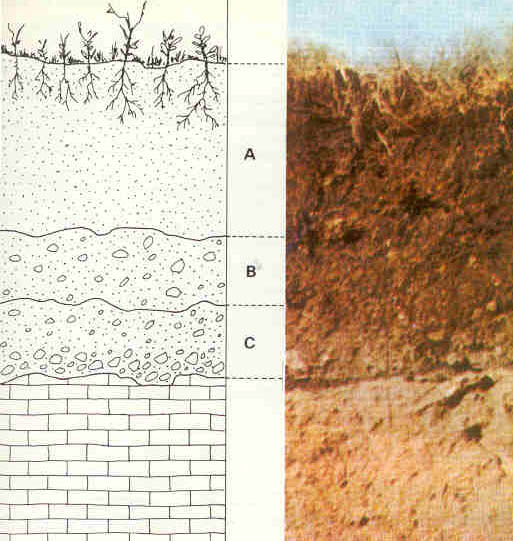
Exemple de profil de sol : B latérite, régolithe; C saprolite, régolithe moins météorisé puis croûte terrestre ou roche-mère

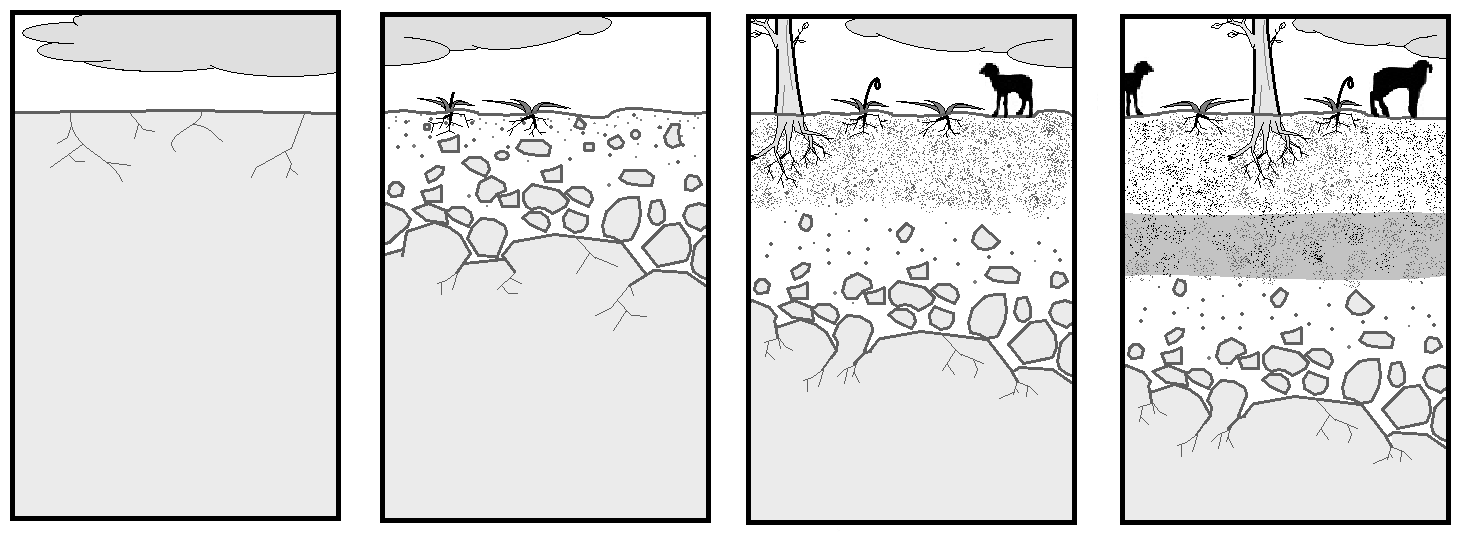
Différentes étapes de la formation d'un sol (pédogénèse) : de la météorisation de la roche mère à l'évolution de l'enrichissement en humus et de la pédofaune.

Les pédologues estiment que la couche arable ne constitue que la partie superficielle du sol. Le pédologue et agronome Albert Demolon a défini le sol comme étant « la formation naturelle de surface, à structure meuble et d'épaisseur variable, résultant de la transformation de la roche mère sous-jacente sous l'influence de divers processus, physiques, chimiques et biologiques, au contact de l'atmosphère et des êtres vivants ».

### Le sol des agronomes

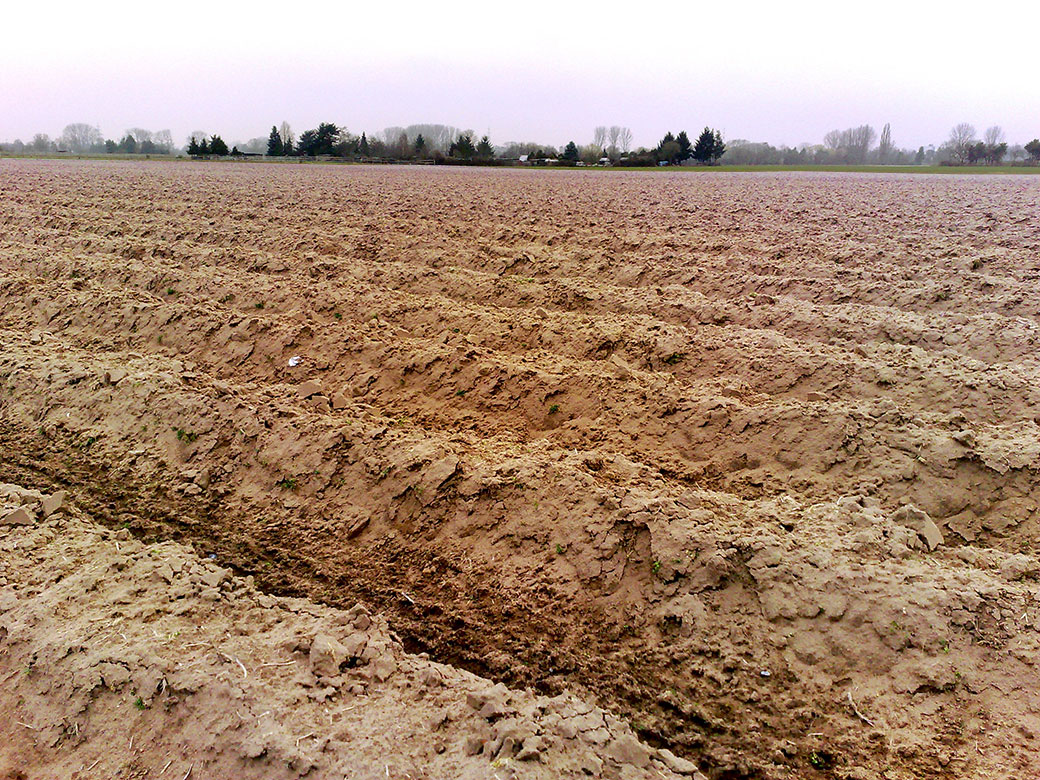
Le sol est le support des cultures mais aussi pour partie leur produit, tout particulièrement l'humus dont la perte fragilise le sol.

Les agronomes nomment parfois « sol » la couche arable (pellicule superficielle) homogénéisée par le travail du sol et notamment le labour (horizons O et A). On considère qu'un bon sol agricole présente une couche arable constituée de 25 % d’eau, 25 % d’air, 45 % de matière minérale et de 5 % de matière organique. Le tassement et une semelle de labour peuvent induire une perte de rendement de 10 à 30 %, pouvant aller jusqu'à 50 %. Le travail de l'agronome à la parcelle se base généralement sur une étude pédologique, l'analyse de sol et le profil cultural (profil de sol concernant les horizons colonisés par les racines : horizons O, A et B) ; l'effet des outils de travail et le régime hydrique y sont particulièrement pris en compte.

### Le sol de l'aménagement du territoire
L'aménagement du territoire distingue des catégories d'occupation du sol, avec les « sols agricoles », les« sols boisés », les « sols bâtis » et les « autres sols ».
Une base de données contenant des données géographiques d'occupation du sol existe, au niveau de l'Union européenne : il s'agit de Corine Land Cover. Des données plus précises sont recueillies par le GMES ; la base de données les contenant est « Urban Atlas ».

### Le sol du génie civil
Pour un ingénieur civil, le sol est un support sur lequel sont construites les routes et sont fondés les bâtiments.
Pour un ingénieur d'assainissement, le sol est un récipient d'égouts domestiques et municipaux.
Pour l'hydrologiste ou l'hydrogéologue, le sol est un manteau vivant et végétalisé permettant le cycle de l'eau.

## Statut juridique
Le statut du sol a beaucoup varié selon les époques et les lieux, mais le sol était autrefois plutôt un bien commun ou la propriété de rois ou de seigneurs, ou encore de religieux.
Depuis quelques siècles, de manière générale le sol et le foncier ont été de plus en plus privatisés.

### Les sols, des biens communs
Après l'échec en 2014 du projet de « directive-cadre pour la protection des sols » proposé en 2006 par la Commission européenne, certains auteurs se demandent si la valeur des sols en termes de services écosystémiques et puits de carbone, notamment, ne devrait pas justifier qu'ils soient à nouveau considérés comme un bien commun et gérés comme tels.

## Description des sols

### Constituants des sols

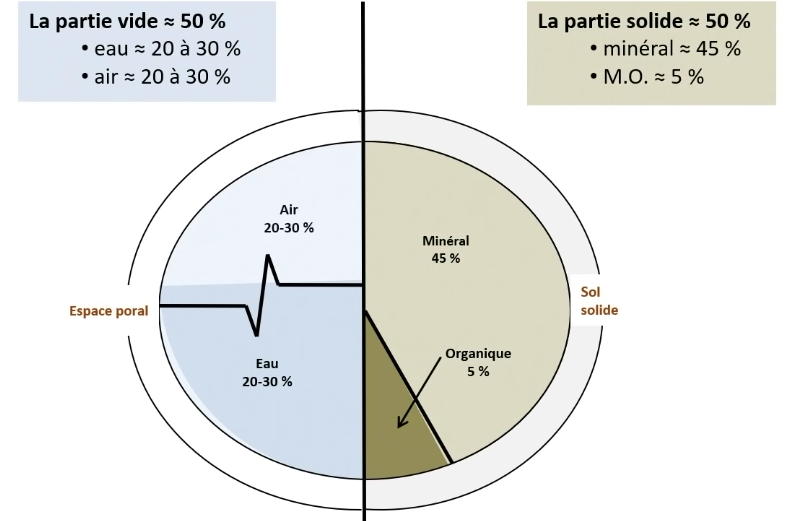
Classiquement, les pédologues distinguent trois phases dans un sol : la phase solide (constituants organiques et minéraux), liquide (eau du sol, solution du sol) et gazeuse (atmosphère du sol).

#### Fraction solide
Le sol est constitué d'une fraction solide (composée de matières minérales et de matières organiques, cette fraction est caractérisée par sa nature et sa texture) et d'une fraction fluide (fraction liquide ou solution du sol contenant les éléments minéraux sous forme d'ions ou de molécules d'eau, et fraction gazeuse) qui jouent un rôle primordial au niveau de l'agrégation des constituants du sol, de la stabilité de la structure du sol et des propriétés physiques qui en découlent (porosité, aération…).
La composition idéale de la couche arable d'un sol agricole comporte en volume : 25 % d'air, 25 % d'eau, et 50 % de solides (45 % d'éléments minéraux — argile, limon, sable —, et 5 % de matière organique).
La phase solide (constituée à de plus de 95 % par la fraction minérale) occupe 40 % (sol très fragmenté) à 70 % (sol très compacté) du volume du sol, le reste correspondant à la phase fluide (liquide et gazeuse). Les proportions des phases gazeuse et liquide dépendent de l'hydratation du sol. La fraction minérale solide représente 93 à 95 % du poids total du sol.

##### Fraction minérale
La fraction minérale représente l'ensemble des produits de l'altération physique puis chimique de la roche mère.
On peut les classer par diamètres décroissants (granulométrie) : 
- les graviers et cailloux (> 2 mm) ;
- les sables (20 μm-2 mm) ;
- les limons (2 μm-20 μm) ;
- l'argile granulométrique (< 2 μm).

Tous ces éléments constituent le « squelette » du sol.
La fraction minérale est composée d'une fraction grossière et d'une fraction fine :
- fraction grossière, les particules ont un diamètre supérieur à deux micromètres : les graviers et cailloux, les sables, les limons. Cette fraction est sans intérêt immédiat pour les plantes, mais est primordiale pour garder l'eau en réserve dans le sol (macroporosité). Il s'agit du squelette du sol, qui finira par se transformer en fraction fine par altération ;
- fraction fine : les particules sont inférieures à 2 μm. Cette fraction est biologiquement et chimiquement active. Elle est composée de colloïdes minéraux.

La fraction minérale est principalement constituée de silicates (il en existe près de 1 000 connus, représentant 95 % des constituants de l'écorce terrestre), de carbonates, d'oxydes et d'hydroxydes métalliques (notamment l'oxyde et l'hydroxyde de fer). Les silicates les plus souvent rencontrés sont les tectosilicates (le groupe des feldspaths représente environ 60 % de la masse de l'écorce et celui de la silice — quartz essentiellement — 10 à 13 %) et les phyllosilicates, parmi lesquels les minéraux argileux.

##### Fraction organique
La matière organique du sol (en) (MOS) est la matière organique provenant à 99 % de la décomposition et du métabolisme d'êtres vivants végétaux, animaux et microbiens (fongiques, bactériens), le % restant correspondant à d'autres organismes. Le terme MOS est préféré à humus depuis la fin du XXe siècle (ce dernier sous-tendant une théorie fausse, la théorie de l'humus) pour désigner ces constituants organiques végétaux, animaux et microbiens fortement décomposés ou non par l'humification.
Elle est composée d'éléments principaux (carbone-C, hydrogène-H, oxygène-O et azote-N), d'éléments secondaires (soufre-S, phosphore-P, potassium-K, calcium-Ca et magnésium-Mg), ainsi que d'oligo-éléments. Le carbone organique du sol (COS) qui comprend notamment les substances humiques est le principal constituant de cette matière organique. Il représente deux fois plus de carbone que celui actuellement contenu dans l'atmosphère et trois fois plus que celui dans la végétation terrestre. Cette matière organique dont la vulnérabilité relève de sa nature, de sa composition et de son état de liaison avec la fraction minérale, joue un rôle important dans les sols qui « sont devenus l'une des ressources les plus vulnérables du monde ».
Cette fraction se répartit en quatre groupes[réf. souhaitée] : 
- la matière organique vivante, animale (faune du sol), végétale (organes souterrains des plantes) et microbienne (bactéries, champignons, algues du sol), qui englobe la totalité de la biomasse en activité ;
- les débris d'origine végétale (résidus végétaux ou litière, exsudats racinaires), animale (déjections, cadavres) et microbienne (cadavres, parois cellulaires, exsudats) appelés matière organique fraîche ;
- des composés organiques intermédiaires, appelés matière organique transitoire (évolution de la matière organique fraîche) ;
- des composés organiques stabilisés, les matières humiques ou humus, provenant de l'évolution des matières précédentes.

La végétation fournit des débris végétaux qui constituent la litière ou horizon organique. Sa décomposition se fait sous l'action de la microflore et de la faune du sol, et produit l'humus et des composés minéraux. Les deux processus de décomposition sont d'une part la minéralisation (produisant des composés minéraux tels que le dioxyde de carbone (CO2), l'ammoniac (NH3), les nitrates et les carbonates) et l'humification (polymérisation oxydative sous la forme de composés organiques amorphes qui migrent ou se lient aux argiles et aux hydroxydes métalliques). Le processus d'humification aboutit à la formation de l'humus.
- En milieu peu actif, la décomposition des litières est lente, l'horizon organique OH est épais, brun noir, fibreux et acide. On parle de mor ou terre de bruyère.
- En milieu biologiquement plus actif mais sans bioturbation, l'horizon OH est moins épais et constitue un moder.
- En milieu biologiquement très actif, la décomposition est très rapide, l'horizon OH] disparaît et apparaît un horizon A grumeleux, composé d'agrégats argilohumiques à fer et aluminium. On parle de mull.

Selon l'acidité du sol, sous climat tempéré, l'humus prendra la forme de mull, moder ou mor (sur substrat siliceux) ou mull, amphi ou tangel (sur substrat carbonaté),.
Les deux tiers du carbone organique des écosystèmes terrestres sont contenus dans les sols. Contrairement à une idée répandue qui veut que le poids global des plantes « visibles » représente la majorité de la biomasse totale de la terre (en réalité, la biomasse végétale — composée des champignons dans le sol, des racines et des plantes « visibles » en surface — constitue 50 % de la biomasse terrestre), 75 % de la biomasse terrestre est dans le sol (champignons et bactéries constituant l'essentiel de la biodiversité du sol).
La perte de la matière organique du sol dans les systèmes d'agriculture intensive participe à l'émission de dioxyde de carbone dans l'atmosphère, principal gaz à effet de serre dont l'augmentation de la concentration est l'un des facteurs à l'origine du réchauffement climatique. « Des études, menées en Inde et en Australie, ont pu montrer que, sous la végétation forestière naturelle, le contenu en matière organique atteint un état stationnaire au bout de 500 à 1 000 ans de fonctionnement de l'écosystème. Tout défrichement à des fins de culture entraîne de 23 à 50 % de perte de carbone organique du sol ». Pour stopper cette perte de carbone qui altère la durabilité de la production agricole et menace la sécurité alimentaire, et cette augmentation de la concentration de CO2 qui affecte le climat, la France présente en 2015 lors de la COP 21, un projet international de séquestration du carbone dans le sol, dénommé « 4 pour mille », et qui « consiste à accroître chaque année le stock de C dans les 30 premiers cm des sols de 0,4 % (quatre pour mille), et ce à l'échelle planétaire ».

#### Fraction liquide

Les trois états de l'eau dans le sol.

La fraction liquide est constituée d'eau et d'éléments dissous. L'eau est sous trois états dans le sol : l'eau gravitaire (dite aussi eau de saturation, eau de percolation ou eau libre) qui circule dans la macroporosité, l'eau capillaire (dite aussi eau pendulaire) qui occupe essentiellement la mésoporosité et l'eau pelliculaire (dite aussi eau liée) qui occupe la microporosité.
L'eau capillaire et l'eau pelliculaire forment l'eau de rétention (eau retenue dans tous les horizons pédologiques), le ressuyage consistant à éliminer l'eau gravitaire. Cependant, seule l'eau capillaire correspond à la réserve utile en eau d'un sol, l'eau pelliculaire étant inutilisable par les plantes car retenue très énergiquement (phénomène d'adsorption) sous forme de films très minces autour des particules de terre.

#### Fraction gazeuse

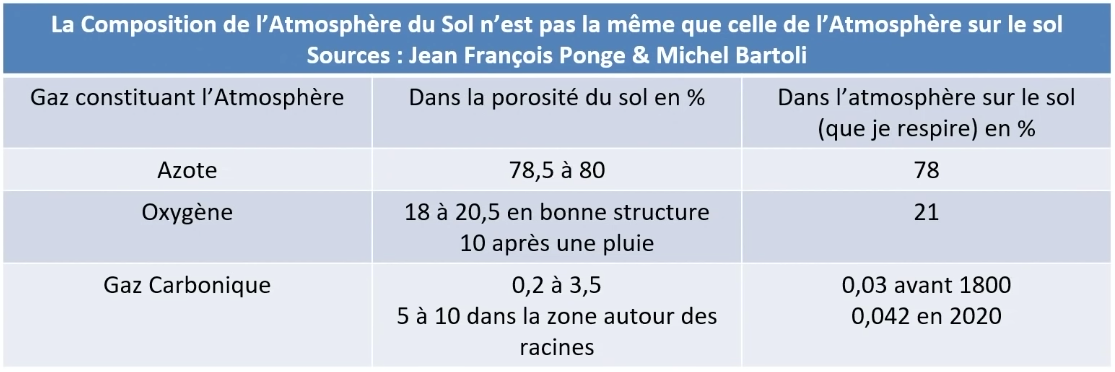
Composition comparée de l'atmosphère du sol et de l'atmosphère extérieure (tableau simplifié).

L'air du sol est constitué de gaz libres et dissous qui occupent les pores abandonnés par l'eau lors de son retrait. Il a une composition toujours assez voisine de celle de l'air atmosphérique avec lequel il est en contact permanent. Les variations de la composition de l'air du sol, dues aux processus de transformation de nature biochimique se produisant dans le sol, tendent en effet à être compensées par le biais d'échanges avec l'atmosphère. Les pédologues observent cependant des différences, une plus forte concentration en dioxyde de carbone et une moindre concentration en oxygène. Ces différences sont imputables essentiellement à la respiration microbienne (dans une moindre mesure à la respiration des racines et de la flore aérobie) qui se traduit par la consommation d'oxygène, prélevé dans le sol, laquelle s'accompagne de la production de gaz CO2. Les bactéries et microchampignons du sol produisent les 2/3 de CO2, en moyenne 15 tonnes/ha/an.
Le tableau ci-dessous établit une composition comparée entre l'air du sol et l'air atmosphérique extérieur.
| Constituant        | Air du sol (%)                                                                                    | Atmosphère extérieure (%)        |
| ------------------ | ------------------------------------------------------------------------------------------------- | -------------------------------- |
| Azote              | 78,5 à 80                                                                                         | 78                               |
| Oxygène            | 18 à 20,5 en sol bien aéré 10 après une pluie 2 en structure compacte 0 dans des horizons réduits | 21                               |
| Dioxyde de carbone | 0,2 à 3,5 5 à 10 dans la rhizosphère                                                              | 0,03                             |
| Vapeur d'eau       | Généralement saturé                                                                               | Variable                         |
| Gaz divers         | Traces de H2, N2O, Ar en anoxie NH3, H2S, CH4                                                     | 1 (surtout Ar, autres en traces) |

### Texture du sol

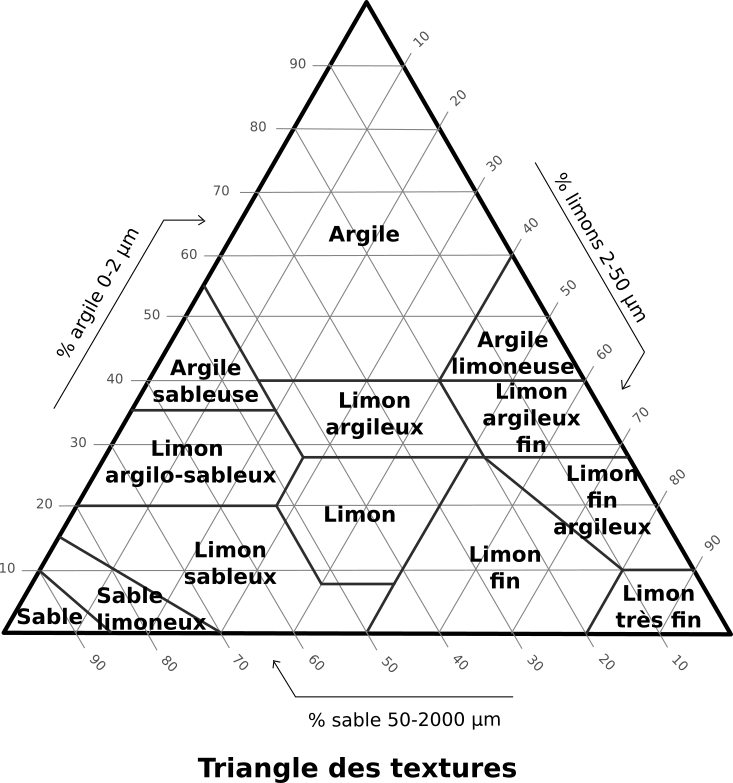
Triangle des textures.

Une des caractéristiques des sols est la taille des éléments minéraux qui le composent.
- Les cailloux ou blocs sont les éléments de taille supérieure à 2 mm.
- Les éléments de taille inférieure à 2 mm sont définis par leur classe de texture (sables, limons et argiles), les argiles étant de par leur taille des particules colloïdales).

Ces minéraux appartiennent aux groupes des silicates ou des carbonates.
- Des ions (Ca2+, Mg2+, K+, NH4+, NO3-…) arrivent dans le sol en solution dans l'eau d'infiltration, à partir des pluviolessivats, de la décomposition de la litière ou bien encore des processus d'altération, et peuvent se fixer aux particules colloïdales citées ci-dessus, formant le complexe absorbant.
- D'autres ions, comme les sulfates (SO42-) ou les iodures (I-) sont apportés par les précipitations atmosphériques.

Les particules colloïdales chargées négativement peuvent se présenter à l'état dispersé ou floculé.
- À l'état dispersé, les particules se repoussent en raison de leur polarité, et occupent tous les interstices du sol, où elles peuvent s'accumuler (colmatage du sol) ou bien migrer (lessivage du sol). Dans le premier cas le sol devient asphyxiant, et l'eau ne s'y infiltre plus, le sol est difficile à travailler. Dans le second cas il se forme un niveau d'accumulation d'argile en profondeur, pouvant entraîner la formation d'une nappe perchée.
- À l'état floculé, les particules colloïdales sont neutralisées électriquement par les ions métalliques chargés positivement, et s'agglutinent avec ceux-ci. Les flocons formés laissent un espace lacunaire, perméable à l'eau et à l'air. C'est un sol avec une bonne structure.

En agriculture, une bonne analyse de sol est nécessaire afin de corriger d'éventuelles anomalies. Les sols argileux, souvent qualifiés de « lourds » ou « collants », retiennent bien l'eau mais sont asphyxiants et difficiles à travailler car trop plastiques quand ils sont humides et trop durs quand ils sont secs. Les sols limoneux plus légers requièrent moins de puissance de travail mais ils ont une instabilité structurale élevée (en raison du faible taux en colloïdes), une tendance à devenir plastiques à l'état humide et une tendance marquée, en séchant, à former une « croûte de battance ». Les interventions doivent donc s'effectuer sur un sol convenablement ressuyé sous peine de le compacter fortement. Les sols sableux sont bien drainants (ce qui favorise l'aération) mais « brûlent » la matière organique (non protégée par le complexe argilo-humique, elle est facilement dégradée) et sont sensibles au risque érosif. Enfin, « les sols équilibrés de type limono-argilo-sableux présentent une très bonne aptitude à la mise en valeur mais ils s’avèrent les plus sensibles au risque de compaction lors du passage des roues des engins agricoles ».

### Structure du sol
La structure du sol est l'arrangement des particules minérales du sol en agrégats sous l'effet de liaisons par des colloïdes (minéraux argileux, substances humiques) ou des hydroxydes de fer ou d'aluminium. Cette structure peut être particulaire (ou absence de structure), comme pour le sable meuble ; fragmentaire ou grumeleuse (cas le plus courant), les constituants étant rendus solidaires par le complexe argilo-humique qui forme des agrégats (sol à structure sphérique, angulaire, lamellaire) et des mottes (éléments structuraux formés par les actions de fragmentation et de compactage des outils) ; massive (ou continue) comme le limon « battant », les argiles. La description précise de cette structure est difficile d'autant qu'elle varie souvent d'un emplacement à l'autre. Si l'analyse structurale à l'échelle des mottes est possible (état interne et mode d'assemblage), cette difficulté a conduit les pédologues à caractériser la structure par des données mesurables (stabilité structurale, porosité et perméabilité, rétention en eau, indice de battance…).

### Profil du sol

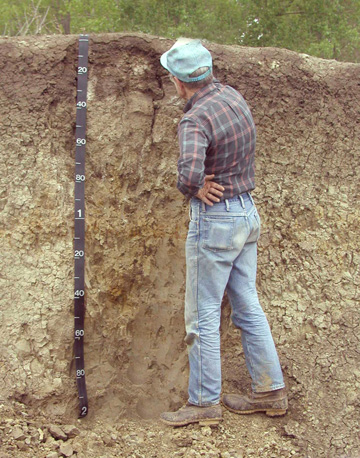
Les profils de sol (ou fosses pédologiques) permettent d'étudier les horizons du sol et l'activité biologique.

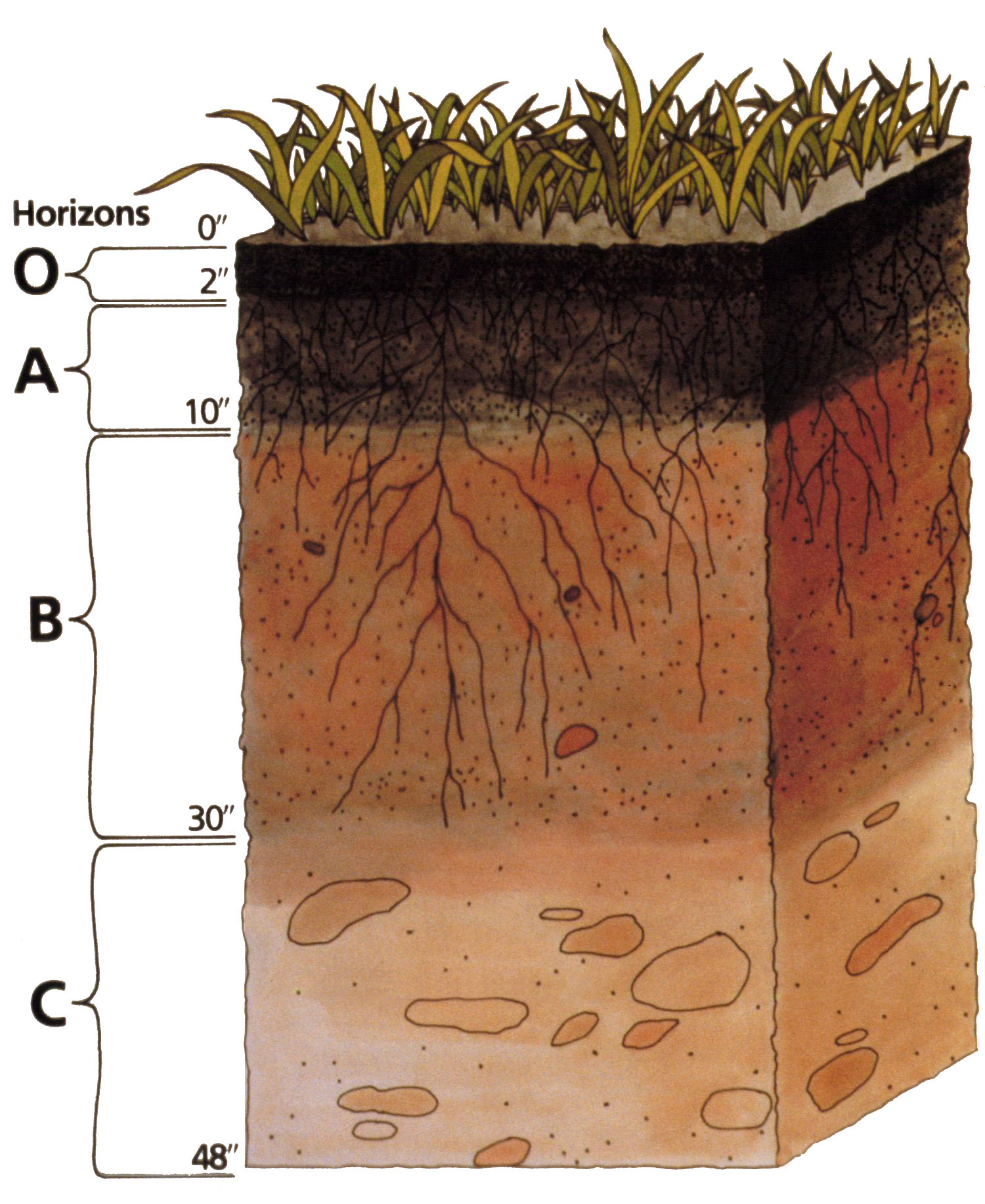
Profil de sol montrant les horizons principaux (d'après United States Department of Agriculture).

Pour décrire un sol, il est nécessaire de l'observer en tranches parallèles à la surface, appelées horizons. Deux types d'horizons se superposent habituellement : une suite d'horizons humifères, reposant sur des horizons minéraux.
Les horizons humifères sont les horizons les plus riches en êtres vivants (pédofaune et microflore). On les observe surtout en forêt.
- O (ou A0) comprend la litière fraîche et les matières organiques qui en dérivent, en cours de transformation : 
  1. OL - litière fraîche - comprend l'ensemble des débris bruts (feuilles mortes, bois, fleurs et fruits, cadavres d'animaux) qui tombent au sol et s'accumulent en surface tout en restant reconnaissables ;
  2. OF - horizon de fragmentation (parfois appelé à tort horizon de fermentation), avec une température et une humidité optimales (en raison de l'isolation fournie par la litière fraîche), de nombreuses racines fines en croissance,souvent mycorhizées, horizon où l'activité biologique est à son optimum ;
  3. OH - horizon d'humification - horizon composé en majorité de matière organique morte transformée par les organismes du sol, avec de nombreuses boulettes noires ou brun foncé observables (issues de la défécation des animaux du sol et responsables de la couleur sombre de cet horizon), ainsi que des racines vivantes et mortes (rhizodéposition), ces dernières étant à leur tour en voie de transformation ;
- A - horizon mixte, composé d'éléments minéraux et d'humus, dont la structure dépend de l'incorporation plus ou moins rapide de l'humus et du mode d'agrégation des particules minérales et organiques.

Les horizons minéraux sont les moins riches en organismes vivants :
- E - horizon de lessivage, drainé par l'eau s'infiltrant et transportant composés solubles et particules colloïdales (lixiviat), ce qui le rend pauvre en ions, argiles, composés humiques et hydroxydes de fer et d'aluminium ;
- B - horizon d'accumulation, horizon intermédiaire apparaissant dans les sols lessivés, riche en éléments fins (argiles, hydroxydes de fer et d'aluminium, composés humiques), arrêtant leur descente à son niveau lorsqu'ils rencontrent un obstacle mécanique lié à la porosité (frein à la diffusion lorsque la porosité devient plus fine) ou une modification de l'équilibre électrostatique ou du pH[57] ;
- S - horizon d'altération, siège de processus physicochimiques et biochimiques aboutissant à la destruction des minéraux du sol (altération minérale) ;
- C - roche-mère peu altérée ;
- R - roche-mère non altérée, couche géologique dans laquelle se sont formés les sols.

Chaque profil de sol a une histoire, que les pédologues tentent de retracer grâce aux caractéristiques et à l'agencement des différents horizons.

### Types de sols
Il existe un grand nombre de types de sols, parmi lesquels les sols bruns, les podzols, les sols hydromorphes (à gley ou pseudogley), les sols rouges, les sols isohumiques, les sols ferralitiques, les sols ferrugineux. Voir aussi Classification française des sols et Référentiel pédologique français.

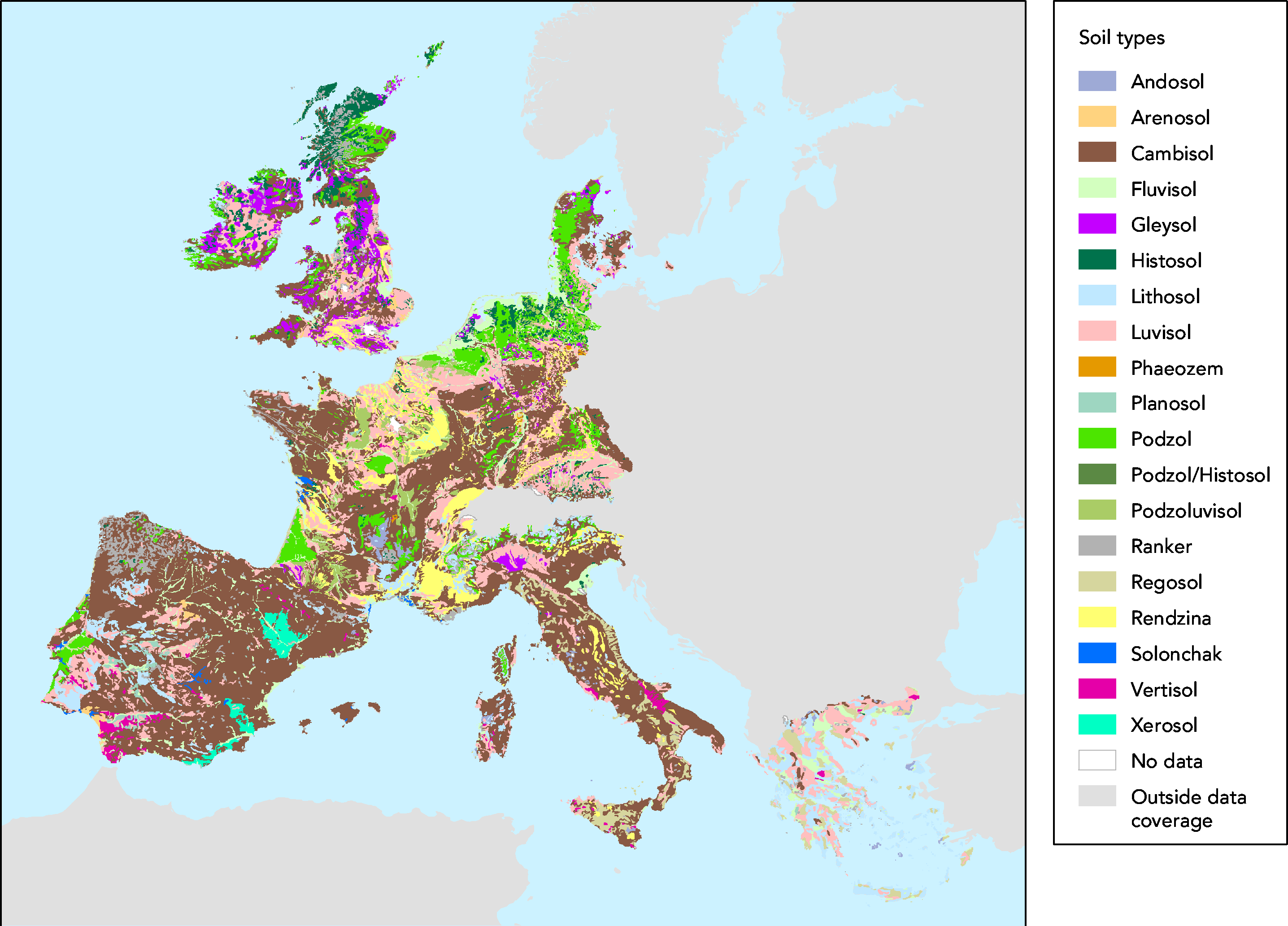
La répartition des grands types de sols dans l'Union européenne (à 12).
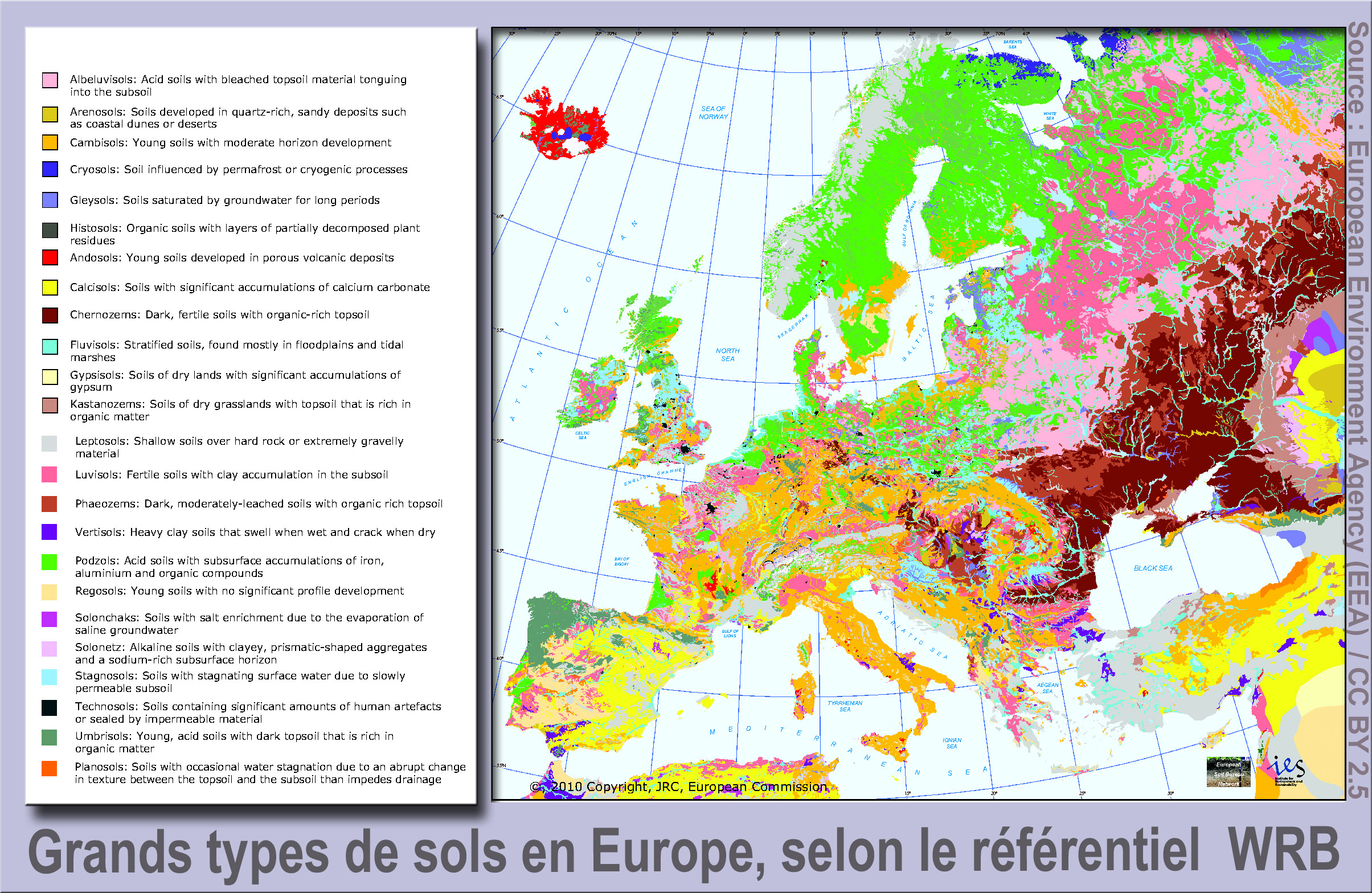
Autre exemple de cartographie : grands types de sols tels que définis par la base de référence mondiale pour les ressources en sols (WRB)
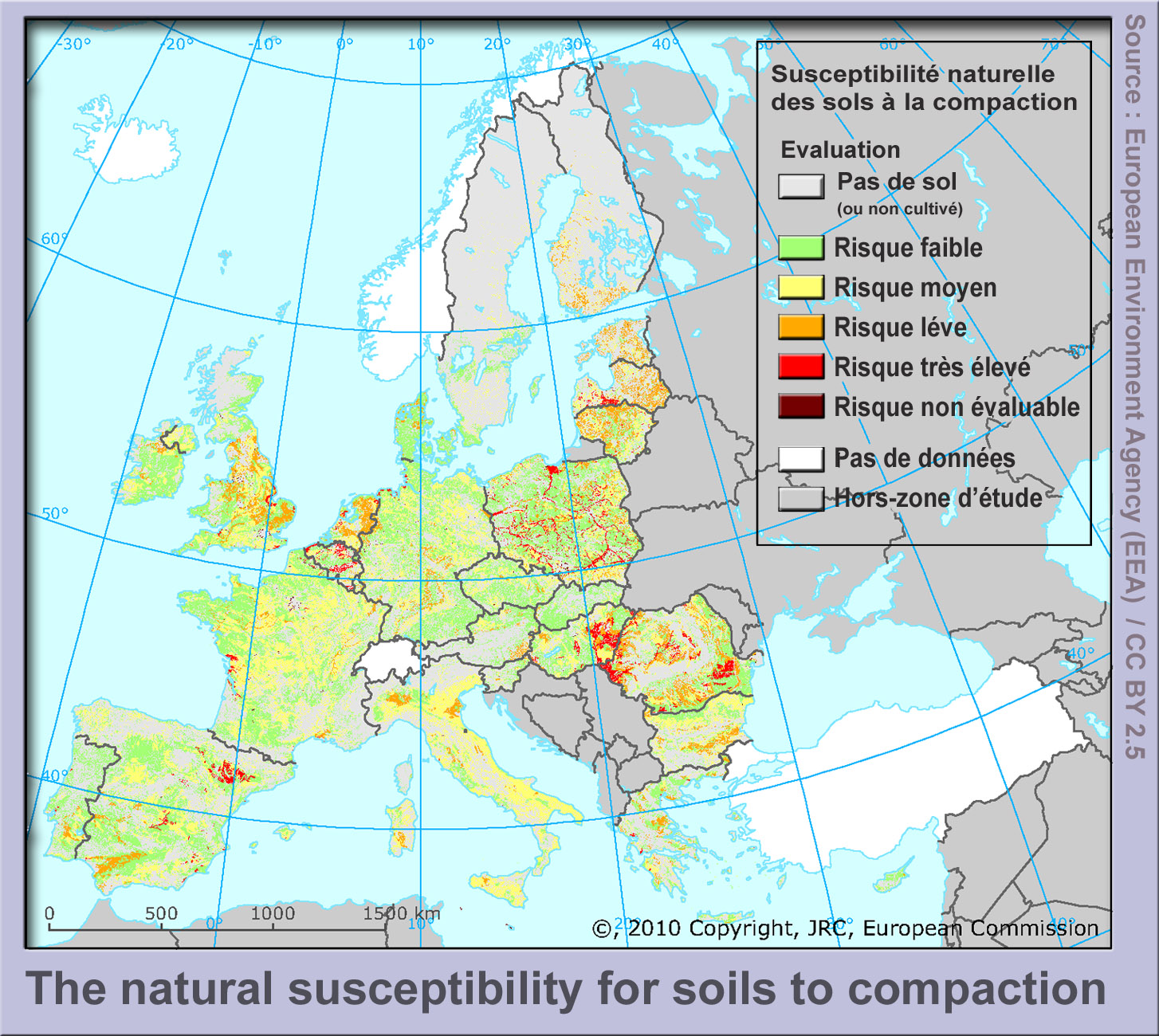
Carte simplifiée de sensibilité naturelle des sols à la compaction (sols limoneux fragiles en général), en 4 catégories. La cinquième représente des sols urbains ou marécageaux plus ou moins drainés ou perturbés par l'homme[59].

#### Cartographie des types de sols en France
En 2019, une carte de France métropolitaine descriptive des grandes familles de sols est éditée par le Groupement d’intérêt scientifique sur les sols (GIS Sol). Les données du GIS Sol sont associées aux données du Réseau mixte technologique Sols et territoires (RMT Sols et territoires) pour développer une carte en ligne sur Géoportail qui permet de visualiser les différents types de sols dominants en France métropolitaine.

### Odeur du sol
L'odeur de la terre fraîchement labourée, ou mouillée après une période sèche, est due (entre autres) :
- au pétrichor, un liquide huileux sécrété par certaines plantes, puis absorbé par les sols et roches argileux pendant les périodes sèches ;
- à la géosmine, un composé aromatique (terpène) produit par différents micro-organismes et responsable du goût de terre humide de certains vins[62].

Pour bien comprendre ce phénomène il faut se rendre compte que la pluie, venant après une période de sécheresse, chasse l'air du sol, qui vient alors se répandre dans l'atmosphère. L'odeur du sol après la pluie nous donne donc un aperçu de l'atmosphère dans laquelle vivent les organismes du sol, ce monde aveugle où la communication chimique via des composés volatils tient un rôle prépondérant dans les interactions entre individus et entre espèces,,.
Les sols forestiers où la matière organique s'accumule en surface (humus de type moder) possèdent une odeur particulière (moder smell), due à l'excrétion de composés aromatiques par les champignons.

## Services écosystémiques
Ce n'est que depuis le début XXIe siècle que les chercheurs étudient activement les nombreux services écosystémiques fournis par les sols.
Leurs travaux se sont en effet d'abord focalisé sur les écosystèmes forestiers et les agrosystèmes, les sols opaques ayant longtemps été connotés très négativement comme le montrent leur association à la saleté, dans la culture occidentale moderne au moins (on y enterre les excréments, les déchets, les morts, sa couleur ainsi que sa matière nous paraissent sales) et de nombreuses expressions, plutôt à consonance péjorative (« s’enterrer quelque part », « être terre à terre », « mettre un genou à terre », « cul-terreux »…). 
Selon les critères du Service d'Information des Sols Africains (ASIS) du Centre International d'Agriculture Tropicale (CIAT), un sol est considéré comme sain lorsqu'il parvient à la fois à :
- héberger un écosystème (le sol)[12], lui-même fonctionnellement fortement lié aux écosystèmes terrestres et parfois aquatiques via notamment les symbioses à l'œuvre dans la rhizosphère et parce que le sol abrite de nombreuses espèces qui y effectuent une partie de leur cycle de vie (hibernation ou estivation notamment). Les plantes non-aquatiques dépendent fortement du sol au travers de biofeedbacks complexes et nombreux[70],[71].
- produire des récoltes (les sols contribuent, directement et indirectement, à 95 % de la production alimentaire[72] mondiale)[73].
- stocker le carbone et l'azote de l'atmosphère[74],
- retenir les eaux de pluie et de ruissellement[75].

Par sa capacité à retenir les eaux de ruissellement, un sol doté d'une bonne structure permet de lutter contre l'érosion, notamment l'érosion en nappe. Les sols de qualité limitent également les risques de salinisation.
Le sol est un acteur-clé des cycles biogéochimiques du carbone, de l'azote, du potassium, du calcium, du phosphore, des métaux.
Le sol joue aussi un rôle très important dans la fixation, la dispersion et la biodégradation des polluants.
Par la richesse de ses fonctions, la diversité des formes de vie qu'il abrite et les services écosystémiques qu'il assure, le sol est considéré comme un patrimoine essentiel dont la conservation est le garant de la survie de l'humanité. En 2014, Costanza et al. estime la valeur de 17 services écosystémiques à l'échelle mondiale entre 125 000 et 145 000 milliards de dollars (pour un PNB mondial de 60 000 milliards de dollars). La perte de services écosystémiques due au changement d'usage des sols entre 1997 et 2011, est évaluée entre 4 300 et 20 200 milliards de dollars.

### Sol et cycle de l'eau
Parmi les services écosystémiques assurés par le sol figure son rôle majeur dans le cycle de l'eau.
Grâce à sa porosité le sol retient une quantité considérable d'eau, qui en son absence et selon la nature du terrain (pente, rugosité, porosité de la roche) rejoint immédiatement la nappe phréatique ou s'écoule en nappe, ruisselle, provoquant inondations et érosion. La quantité d'eau retenue dans le sol, appelée réserve utile, permet la croissance des plantes au cours de la saison de végétation et l'eau du sol alimente les réservoirs naturels (mares, tourbières) ou artificiels (retenues collinaires) situés dans les déclivités du terrain ainsi que les systèmes d'irrigation. La présence de matière organique améliore considérablement la capacité du sol à retenir l'eau, notamment en surface, grâce à sa grande capacité d'adsorption, notamment lorsque la matière organique est humifiée. Il en est de même pour les particules minérales les plus fines que sont les argiles. D'une manière générale, plus la texture du sol est grossière (cailloux, graviers, sables grossiers), moins il est capable de retenir l'eau.
L'eau du sol passe dans les plantes par l'intermédiaire de l'absorption racinaire et effectue son ascension sous l'influence conjointe de la poussée radiculaire et de la transpiration. Une partie de l'eau est directement évaporée à la surface du sol, sous l'influence du soleil et du vent mais aussi du simple différentiel de concentration de la vapeur d'eau entre le sol et l'atmosphère (diffusion). L'ensemble de ces processus constitue ce que l'on appelle l'évapotranspiration. L'évapotranspiration potentielle ou ETP, déterminée par le climat régional et la position topographique, est calculée à l'aide de modèles mathématiques tenant compte d'une couverture végétale "idéale". Elle permet de cartographier les potentialités hydriques des sols et les besoins en irrigation à l'échelle locale, nationale ou mondiale. En cas de sécheresse prolongée les capacités du sol à fournir de l'eau aux plantes (Sa réserve utile en eau) et aux autres organismes peuvent atteindre leurs limites - on parle de stress hydrique - comme en Europe occidentale lors de la sécheresse de 1976.

### Sols et puits de carbone

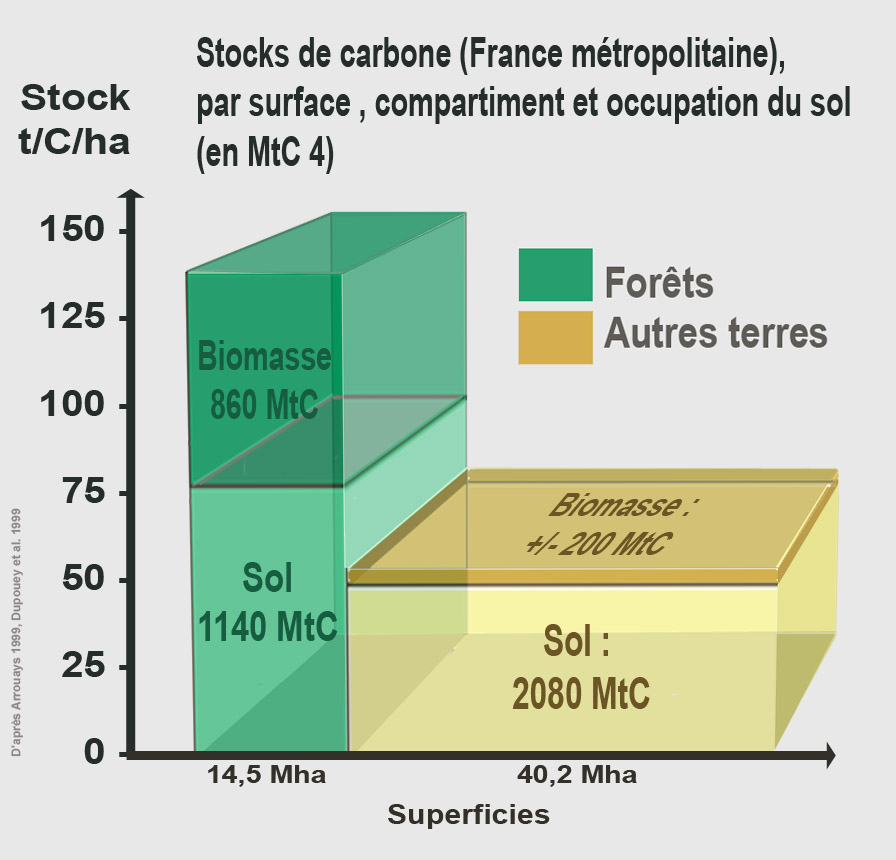
Stocks de carbone dans le sol et en forêt dont par la biomasse, (en MtC = mégatonnes de carbone, = millions de tonnes de carbone),

Le protocole de Kyoto a mis en avant l'importance du sol comme puits de carbone, surtout en zone tempérée. Les enjeux sont très importants, car le CO2 émis par les microbes constitue l'essentiel du flux de dioxyde de carbone (CO2) émis de la surface du sol vers l'atmosphère, et le second flux de carbone terrestre le plus important. Les plantes émettent du CO2 la nuit, mais la plupart du temps cette émission est très largement compensée par la photosynthèse le jour. Les sols mondiaux contiennent, selon la profondeur considérée, entre 1 500 et 2 400 gigatonnes de carbone organique (provenant de la dégradation des résidus végétaux et animaux), soit deux à trois fois plus que le carbone contenu sous forme de CO2 dans l'atmosphère.
- La fonction puits de carbone est encore mal cernée car elle varie fortement dans l'espace et dans le temps, selon les conditions biogéographiques, agropédologiques, voire de pollution du sol. La respiration du sol est facile à mesurer localement mais ses variations locales et saisonnières rendent les bilans globaux difficiles. De plus, aucun instrument de télédétection ne peut aujourd'hui la mesurer à l'échelle de vastes territoires[88].
- Des modèles doivent donc être construits sur la base d'extrapolations, calés et vérifiés avec les données du terrain. À ce jour les modèles et les études de terrain laissent penser qu'un réchauffement climatique, même d'un ou deux degrés, devrait fortement perturber la biodiversité du sol et donc le cycle du carbone[1]. Sur la base d'un gradient latitudinal de la distribution des formes d'humus forestières, et avec toutes les réserves associées à ce type de calcul qui ne tient pas compte de la capacité de dispersion des invertébrés terrestres, on peut prévoir que l'activité des vers de terre va s'accroître de plus en plus, une augmentation de température de 1 °C faisant décroître l'indice humique (indice traduisant l'accumulation de matière organique en surface)[89],[90] de 0,3 unité[91]. Mais l'incorporation par les animaux fouisseurs de la matière organique accumulée en surface ne signifie pas pour autant que le sol va déstocker son carbone, car la matière organique résiste mieux à la biodégradation lorsqu'elle est liée à la matière minérale et/ou incluse dans les agrégats du sol[92].
- Le bilan respiratoire du sol et son évolution commencent à être mieux approchés. Le bilan correspond à la somme des flux de CO2 et de vapeur d'eau libérés par le métabolisme des bactéries, des animaux du sol, des racines des plantes et des champignons du sol. Une méta-analyse (Nature, mars 2010[1]) a porté sur 439 études. Sur la base des 50 années de données d'émissions des sols recueillies sur 1,434 points de données répartis sur toute la planète, les auteurs ont conclu que les sols du monde entier ont encore augmenté leurs émissions de CO2 entre 1989 et 2008, probablement à cause de l'augmentation de l'activité microbienne induite par l'accroissement de température et l'eutrophisation, résultant en une biodégradation de l'humus. Les changements de comportement du sol sont lents, mais se traduisent par des effets globaux très significatifs. Selon cette méta-analyse l'expiration des organismes du sol vers l'atmosphère a augmenté d'environ 0,1 % par an (0,1 Pg C/an) de 1989 à 2008, pour atteindre en 2008 environ 98 milliards de tonnes de carbone (98 ± 12 pg C), soit 10 fois plus de carbone que ce que les humains injectent dans l'atmosphère annuellement. Le réchauffement climatique est le facteur explicatif qui semble dominant, via l'accroissement de la vitesse de décomposition de la matière organique du sol, cependant, selon Eric Davidson, biogéochimiste au Woods Hole Research Center, à Falmouth, Massachusetts, il faut tenir compte des incertitudes qui existent dans l'équilibre entre l'augmentation de la production végétale (donc des apports de matière organique au sol) et l'augmentation de la vitesse de décomposition de cette matière organique[93]. Les auteurs de cette méta-analyse ont à cette occasion posé les bases d'un observatoire mondial de l'expiration des sols, appuyé sur une base de données actuelles jumelée à une base de données météorologiques historiques, de haute résolution[94]. Des données déjà disponibles, après prise en compte des moyennes climatiques annuelles, de la surface foliaire, des dépôts d'azote et des changements des méthodes de mesure du CO2, se dégage une tendance à l'augmentation, avec des flux de CO2 effectivement corrélés aux anomalies de la température de l'air (anomalies par rapport à la moyenne des températures de la période 1961-1990). Il reste à différencier la part du carbone anthropique issu de l'atmosphère et reperdu, et celle anormalement perdue ou émise par la matière organique du sol à la suite d'une perturbation des processus pédologiques. Ce CO2 ajoute ses effets à ceux du méthane qui semble également en augmentation à partir de la fonte des pergélisols[95]. Une très petite part du CO2 expiré par les sols peut aussi provenir des bactéries méthanotrophes. Mais ce CO2 serait, en termes de bilan, moins nuisible pour le climat comparé au méthane, considéré comme un gaz à effet de serre plus puissant. Les auteurs de la méta-analyse concluent des données disponibles qu'elles sont compatibles avec une accélération en cours du cycle du carbone terrestre, en réponse au dérèglement climatique.
- L'importance du sol comme puits de carbone (et pour la biodiversité, notamment pour les sols prairiaux et forestiers[96],[97]) est mieux reconnue[98]. Une conférence européenne, Puits de Carbone et Biodiversité, qui s'est tenue à Liège (Belgique) du 24 au 26 octobre 2001, a rappelé l'importance des relations entre puits de carbone et biodiversité[99]. On peut également citer l'initiative 4p1000 qui prône le stockage de carbone dans le sol[100].
- Enjeu pour la lutte contre l'effet de serre : selon le groupe de travail du Programme européen sur le changement climatique (PECC) consacré aux puits de carbone liés aux sols agricoles, les sols agricoles de l'UE présentaient à eux seuls un potentiel équivalant à 1,5 à 1,7 % des émissions de CO2 de l'Union européenne, potentiel qui devra peut-être être revu à la baisse avec le réchauffement[101].

### Biodiversité / Sol vivant, support et milieu de vie
Végétaux, animaux et micro-organismes profitent de la désagrégation des roches de la croûte terrestre et y contribuent, coproduisant le sol et y puisant l'eau et les nutriments. À l'échelle moléculaire, les champignons et leurs métabolites, le mucus (des vers de terre notamment) et les exopolysaccharides (dextrane, xanthane, rhamsane, succinoglycane) sécrétés par les bactéries jouent un rôle important dans la formation et la conservation des sols par leur capacité à agréger les particules minérales et organiques, créant ainsi une structure stable permettant l'aération et la circulation de l'eau, et protégeant le sol de l'érosion.

#### Biota des sols
Le biota des sols est un terme plus spécifique que biodiversité des sols. Le biota du sol se réfère à la communauté complète à l'intérieur d'un système sol donné, comme le biota du sol d'une prairie.
De nombreux organismes trouvent dans le sol un abri, un support ou un milieu indispensable à leur vie. Pour les animaux du sol, on parle de microfaune (< 0,2 mm), mésofaune (de 0,2 à 4 mm) et macrofaune (> 4 mm). À titre d'exemple, rien que pour la microfaune, un seul mètre carré de prairie permanente bretonne abrite dans ses trente premiers centimètres jusqu’à 260 millions d'organismes animaux/m² (ind./m²), appartenant à plusieurs milliers d’espèces. Cette biomasse animale correspond au minimum à 1,5 t/ha ou le poids de deux vaches. Le labour de cette prairie et sa mise en culture diminuent de 20 à 90 % le nombre de vers de terre en trois ans, surtout avec un travail mécanisé du sol et avec des pesticides.
Le sol était autrefois considéré comme un élément abiotique, résultant de facteurs physico-chimiques tels que la géologie, le climat, la topographie. Il est maintenant démontré que l'ensemble des éléments abiotiques constituant le sol sont mobilisés par les êtres vivants, et en particulier par les micro-organismes, qui recyclent également la nécromasse (biomasse morte) et les excréments des animaux, constituant ainsi la base trophique des écosystèmes terrestres. Le sol est donc à la fois un produit de la vie et un support de celle-ci.
La rhizosphère est l'interface complexe entre le monde végétal, le monde microbien et le monde minéral, lieu et niche écologique où se nouent des relations étroites entre les processus biotiques et abiotiques qui régissent la formation des sols et la nutrition minérale des végétaux (altération minérale, décompaction, lessivage, formation des complexes argilo-humiques, échanges ioniques, symbioses), qui influencent les cycles du carbone, de l'azote, du phosphore et impactent les cycles biogéochimiques.
En plus des virus, ce sont jusqu'à 100 millions de microorganismes qui vivent dans un gramme de sol.

#### Identification des menaces
Les pesticides et le labour sont deux facteurs d'érosion et de perte de sol. Ces deux pratiques culturales, communes en agriculture conventionnelle, en dégradant la structure par la disparition de l'activité des organismes fouisseurs (vers de terre), favorisent le départ des particules fines (limons, argiles) sous l'influence de l'eau et du vent. Le surpâturage entraîne une réduction de la biodiversité et de la capacité du sol à résister au stress hydrique, en diminuant la macroporosité, notamment en zone subtropicale (Argentine par exemple). La dégradation des sols peut aussi être aggravée par la monoculture de quelques espèces (dont celles destinées à produire des agrocarburants),. Les réflexions se portent désormais plus sur la réutilisation de déchets verts ou de plantes dédiées (voir Biocarburant). La production d'agrocarburants est en effet une nouvelle vocation proposée pour certains sols. L'intérêt et le bilan écologique de ces carburants sont cependant très discutés, notamment en raison du risque de détournement des sols de cultures vivrières vers des productions commerciales dans les pays les plus pauvres (Changement d'affectation des sols), et en raison d'un bilan global neutre, voire négatif en termes de bilan carbone et effet de serre. Selon la Cour des Comptes en 2012 « Le bilan environnemental des biocarburants est fort loin d’être à la hauteur des espoirs placés en eux. Si l'on intègre (ainsi qu’il a été fait dans les dernières études d'impact environnemental) le changement d'affectation des sols indirects (CASI), on obtient pour l’EMHV des émissions de gaz à effet de serre qui sont doubles de celle du gazole ».

#### Connaître et observer pour agir
Le pédologue peut repérer des sols favorables ou défavorables à certains organismes et produire des cartes de pédopaysages. Le botaniste et le phytosociologue peuvent également, au moyen de plantes bioindicatrices, identifier les caractéristiques de certains sols, par exemple les plantes de milieux calcaires secs, notamment les pelouses et prairies de fauche calcicoles au sein desquelles on pourra repérer quelques orchidées emblématiques.
Connaître pour mieux protéger, restaurer et gérer les sols nécessite d'identifier, localiser et cartographier leur biodiversité, leur niveau de dégradation, de pollution, leur degré de vulnérabilité, leur isolement écologique et leur degré de résilience face aux usages par l'homme ou face au dérèglement climatique. Cela permettra aussi de mieux identifier certains enjeux (production alimentaire, protection de l'eau, puits de carbone, biodiversité, etc.).

#### Une recherche plus active
La « richesse microbienne globale » peut maintenant être évaluée par la biologie moléculaire, via la mesure de la diversité de l'ADN microbien d'un sol. Par exemple, les communautés microbiennes ont été étudiées en 2006 et 2007 sur 2 200 échantillons de sols de France métropolitaine, prélevés selon une grille de 16 km de côté dans le cadre du Réseau de mesure de la qualité des sols (Programme ECOMIC-RMQS), travail poursuivi dans le cadre du Programme européen Envasso visant à trouver des bioindicateurs pertinents pour les sols et à mieux comprendre le déclin de la biodiversité dans les sols,.
L'approche est globale pour le microbiote (fumigation/extraction, quantification de l'ADNe), ou taxonomique (avec identification des espèces ou au moins des genres) pour la faune. Le RMQS-BioDiv vise à établir un référentiel de la biodiversité des sols en Bretagne, en lien avec les caractéristiques du milieu (pédologie, usages des sols),. La cartographie nationale de la diversité bactérienne des sols a montré en France que « certaines pratiques agricoles sont assez agressives et délétères sur le patrimoine biologique. Il s’agit des pratiques viticoles, des forêts monospécifiques de résineux et de certaines pratiques conventionnelles en grandes cultures céréalières qui sont actuellement mises sous surveillance ». Les sols français les plus pauvres en diversité bactérienne sont la grande pinède des Landes, mais les zones enrésinées méditerranéennes sont également très pauvres de ce point de vue.

#### Un état des lieux toujours plus complet

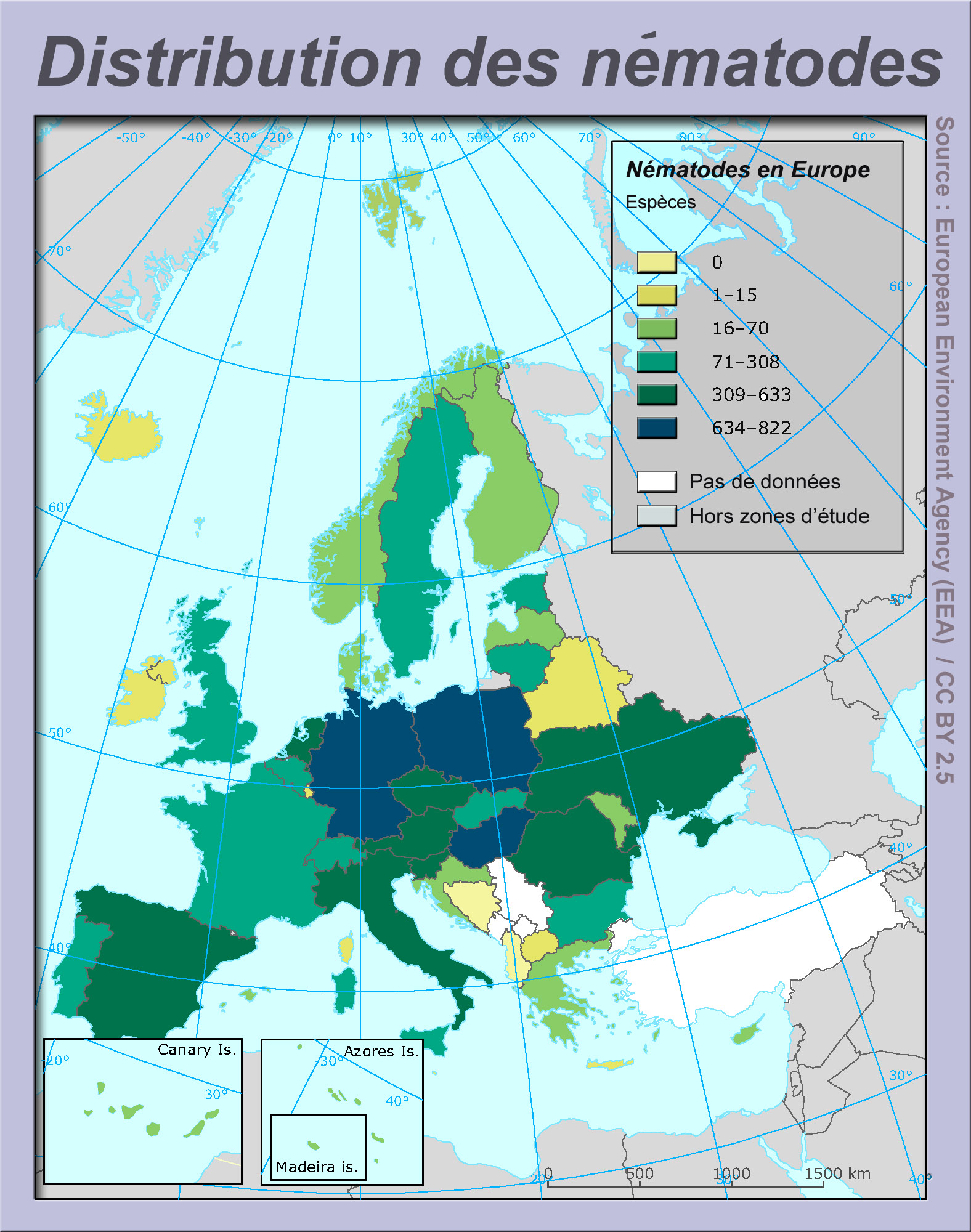
Carte de richesse en nématodes (moyenne par pays, évaluation d'après les données fournies par les pays à l'Agence Européenne pour l'Environnement, initialement publiées 2010-12-08)

L'Observatoire National de la Biodiversité a retenu l'évolution de la biomasse microbienne des sols en métropole comme l'un de ses indicateurs. La première valeur de référence a été estimée à 61 µg d'ADN microbien/g de sol pour 2000-2009 (On trouve de 2  à   629 μg d’ADN par gramme de sol, mais dans 75 % des échantillons, ce taux est de 10  à   100 μg, le reste se répartissant équitablement au-delà de ses deux limites). Mi-2019, la France a adossé à son plan biodiversité un nouvel outil : l'Observatoire national de l'artificialisation des sols.
Pour mieux comprendre l'écologie des sols, on commence à approcher leur diversité biologique : par la mesure de la diversité des ADNs présents, par certains indices tels que l'abondance en micro-organismes, nématodes, enchytréides ou lombrics, réputés être de bons bioindicateurs de la qualité biologique des sols, en particulier de leur diversité fonctionnelle. Un indicateur synthétique de qualité biologique des sols agricoles de Bretagne a été proposé dans le cadre du programme RMQS-Biodiv. Des programmes spécifiques portent sur ce thème (ex BIODEPTH, Nouvel atlas européen du Centre Commun de Recherches (JRC) qui porte notamment sur la biodiversité des sols en Europe et fait apparaître certaines menaces auxquelles elle est exposée ; il montre que le Royaume-Uni, la Belgique, le Luxembourg, les Pays-Bas et le nord de la France ont particulièrement dégradé leurs sols et que la biodiversité du sol y reste plus menacée qu'ailleurs).

#### Une communication ciblée sur les enjeux
En 2010, l'UE a publié son Atlas de la biodiversité des sols et organisé une conférence de mise au point et d'information sur le sujet où a eu lieu une présentation de l'étude Soil biodiversity: functions, threats and tools for policy makers et du rapport destiné à préparer la conférence mondiale sur la biodiversité de Nagoya (2010).

### Qualité d'un sol
La qualité du sol (en) concerne l'aptitude d'un sol à maintenir un équilibre écologique, et le cas échéant, à remplir des fonctions pédologiques (en) de production agricole, sylvicole et sa résilience. Différents chercheurs, ont développé un indice de qualité du sol (soil quality index) qui est représenté par trois composantes principales : productivité, santé et environnement (capacité d'atténuer les contaminants du sol, les agents pathogènes et les dommages extérieurs). Ces indices utilisent des mesures telles que la profondeur du sol, sa teneur en matière organique, ses composantes biologiques (indice biotique de qualité des sols), sa fertilité, son état sanitaire (au sens large), par comparaison avec un stade dit climacique ou "idéal", qui varie selon la zone biogéographique, l'altitude et le contexte considérés. La tendance moderne est de mesurer les risques environnementaux portant sur l'eau et l'air et les risques liés aux inondations/sécheresses, nitrates, pesticides, aérosols, etc.
On différencie les impacts de polluants biodégradables (nitrates, hydrocarbures aromatiques polycycliques ou HAPs) de polluants non dégradables (éléments traces métalliques ou ETMs, polluants organiques persistants ou POPs), et on s'intéresse à leurs voies de dissémination ou aux synergies qu'ils peuvent développer avec d'autres polluants ou éléments du système sol.
Un Réseau de mesure de la qualité des sols est mis en place en France en 2001.
Quelques normes ISO concernant la qualité des sols :
- ISO 10381-6:2009, Qualité du sol - Échantillonnage - Partie 6: Lignes directrices pour la collecte, la manipulation et la conservation, dans des conditions aérobies, de sols destinés à l'évaluation en laboratoire des processus, de la biomasse et de la diversité microbiens[136] ;
- ISO 10390:2005, Qualité du sol - Détermination du pH[137] ;
- ISO 10694:1995, Qualité du sol - Dosage du carbone organique et du carbone total après combustion sèche (analyse élémentaire)[138] ;
- ISO 11268-1:2012, Qualité du sol - Effets des polluants vis-à-vis des vers de terre - Partie 1: Détermination de la toxicité aiguë vis-à-vis de Eisenia fetida/Eisenia andrei[139] ;
- ISO 11269-2:2012, Qualité du sol - Détermination des effets des polluants sur la flore du sol - Partie 2: Effets des sols contaminés sur l'émergence et la croissance des végétaux supérieurs[140] ;
- ISO 11274:1998, Qualité du sol - Détermination de la caractéristique de la rétention en eau - Méthodes de laboratoire[141] ;
- ISO 11465:1993, Qualité du sol - Détermination de la teneur pondérale en matière sèche et en eau - Méthode gravimétrique[142].

De nombreuses autres normes ISO relatives à la qualité des sols existent, elles sont au nombre de 167 à la date du 10 juillet 2016 et leur nombre ne cesse d'augmenter, suivant l'avancée des recherches en écotoxicologie et le perfectionnement des méthodes d'analyse physiques, chimiques et biologiques. Elles sont revues tous les 5 ans et certaines sont en préparation dans le cadre d'examens inter-laboratoires chargés d'en établir la précision et la reproductibilité.
Une revue critique de ce concept de qualité du sol a été réalisée en 2018 par Else K. Bünemann et al..

## Les menaces
.

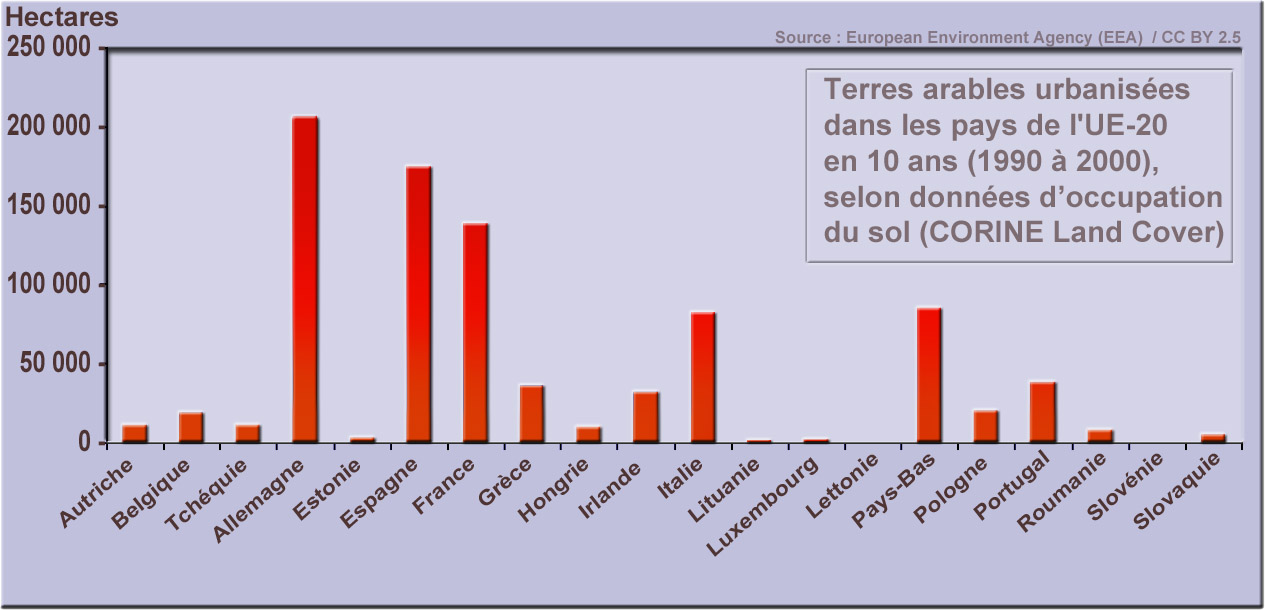
La France, avec l'Espagne et l'Allemagne, fait partie, selon l'Agence européenne pour l'environnement des vingt pays européens qui ont en dix ans perdu le plus de sols agricoles (transformés en routes, immeubles, zones d'activité, …), selon la carte européenne d'occupation des sols Corine Land Cover
(Cliquer sur l'image pour l'agrandir)

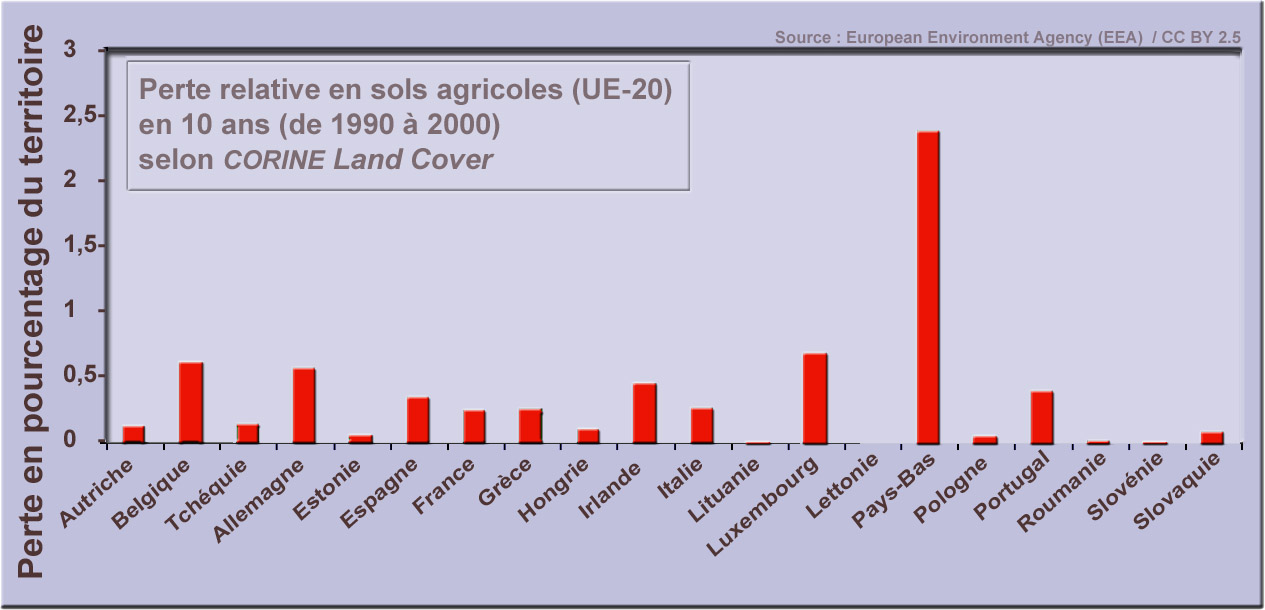
Cet autre graphique met visuellement en évidence le fait que la perte de terres agricoles due à l'urbanisation et à l'artificialisation (routes…) est proportionnellement beaucoup plus importante dans les petits pays très peuplés (Les Pays-Bas étant un exemple typique). Ici, la France, bien qu'elle compte parmi les trois pays qui perdent le plus de sols agricoles, paraît moins touchée en raison de la taille de son territoire (données estimées à partir de la mise à jour de l'occupation du sol Corine Land Cover)

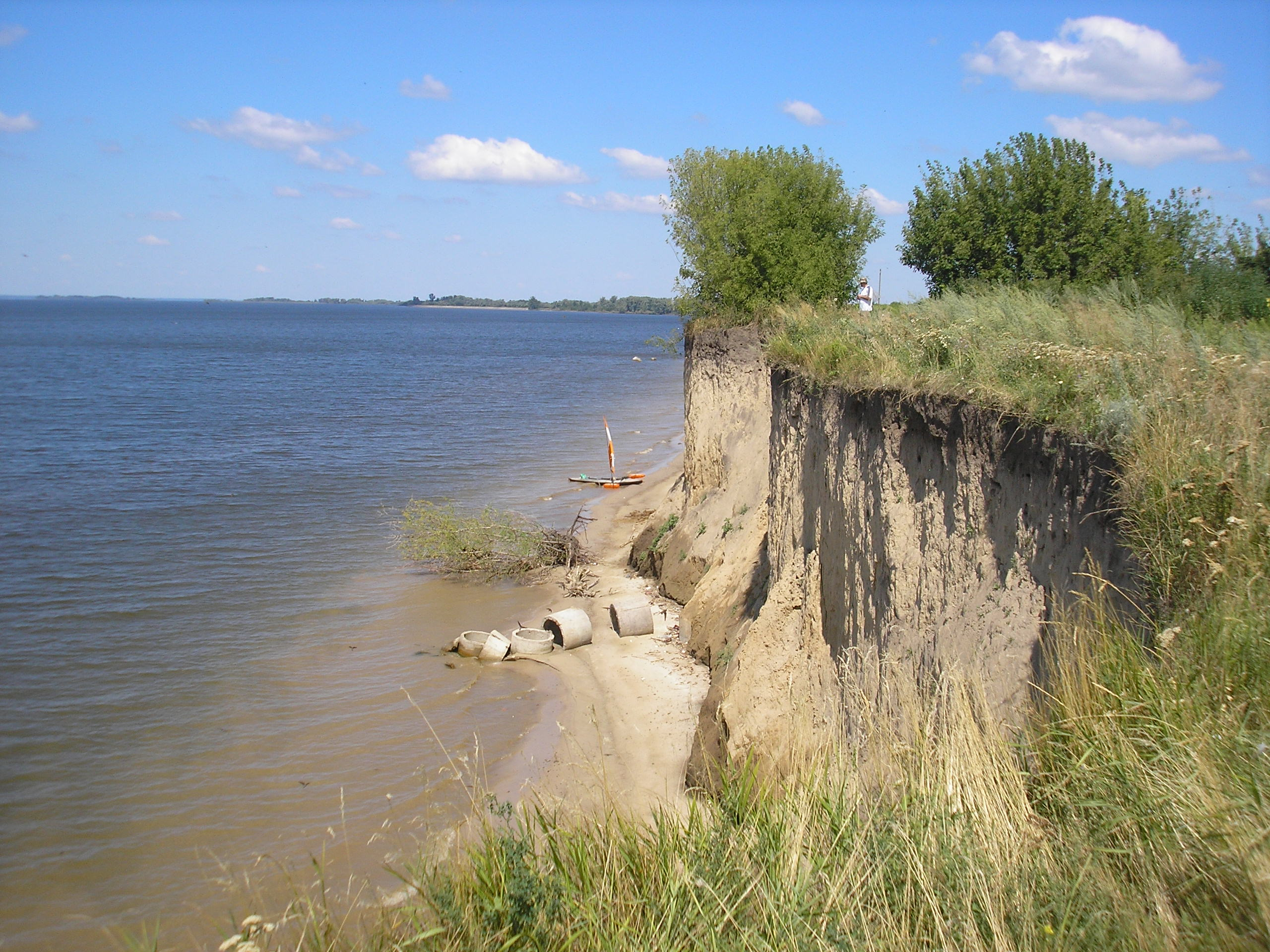
La nature et la qualité du sol, ainsi que son degré de végétalisation contribuent à sa plus grande vulnérabilité ou résilience face aux phénomènes érosifs.

Le sol est une ressource naturelle, peu ou lentement renouvelable, globalement en voie de dégradation (surtout dans les pays pauvres, où elle n'est pas compensée par les hausses de productivité actuellement permises par la mécanisation, les engrais et les pesticides). Ce patrimoine est aussi en régression quantitative selon l'ONU (FAO), organisation essentiellement consacrée à l'agriculture, à la sylviculture et aux écosystèmes mais aussi et de plus en plus aux « établissements humains » (villes, habitations, zones d'activité, parkings, etc.).
Dans les régions forestières, le sol perd autant de matière par solubilisation/transport qu'il en gagne par déconstruction de la roche mère. Le système est alors en équilibre, c'est-à-dire que le sol se reconstitue à sa base aussi vite qu'il s'use à son sommet. Il s'enfonce donc dans le paysage sans changer d'épaisseur. Sur un sol cultivé, le travail mécanique de la terre renforce l'érosion, le système n'est plus en équilibre ; le sommet du sol descend donc plus vite que sa base, le sol s'amincit. Ainsi, dans l'Hérault, on trouve les traces de villages néolithiques dans des garrigues où la roche affleure partout, de sorte que la terre de culture est totalement absente. La disparition des sols fertiles peut entrainer des déplacements de population. Cependant il ne faut pas oublier que la sylviculture dégrade aussi les sols, non en exportant de la matière solide mais des nutriments, absorbés par les racines des arbres et ensuite exportés via le bois au cours des coupes successives, un processus aggravé dans le passé par des pratiques telles que l'essartage et le soutrage et dans le présent par la dynamisation de la sylviculture. Les seuls sols en équilibre sont donc ceux qui restent intouchés par l'homme.

### Menaces autres que les pollutions
De grandes quantités de sols sont imperméabilisées ou plus généralement artificialisées par l'urbanisation et la périurbanisation (habitats, infrastructures pour les transports, parkings, etc.).
Le dérèglement climatique menace également les sols des régions chaudes et tempérées, avec notamment selon le GIEC le risque croissant d'aridification estivale des sols et de phénomènes érosifs accrus en hiver ou à la suite des pluies d'orage et des modifications probables des communautés de microorganismes qui participent à la production et à l'entretien de l'humus. Le réchauffement des sols pourra aussi nuire à leur capacité à séquestrer le carbone, et dégrader la sécurité alimentaire. La distribution verticale du carbone dans le sol et les boucles de rétroaction puits de carbone - climat pourraient en être perturbées.
Certaines pratiques agricoles induisent en outre diverses formes de régression et dégradation des sols :
- une diminution des taux de matière organique (due au labour et en particulier au labour profond, aux cultures intensives, à l'usage d'engrais chimiques et de pesticides, etc.)[153] ;
- la compaction du sol et l'asphyxie, et en zone de labour l'apparition d'une semelle de labour[154] ;
- l'acidification, la salinisation et éventuellement la désertification ;
- l'érosion (hydrique ou éolienne)…

Dans les basses terres, ils peuvent aussi être menacés de submersion marine (cf. montée des océans et soumis à des risques accrus de surcote), en particulier dans la perspective d'une fonte des glaciers et calottes glaciaires.
Un autre problème est la dispersion dans le monde d'espèces invasives de vers plats (Plathelminthes terrestres) dont certains sont d'importants prédateurs des vers de terre (20 % des vers de terre auraient disparu des zones du Royaume-Uni où plusieurs de ces espèces ont été introduites).

### Sols pollués

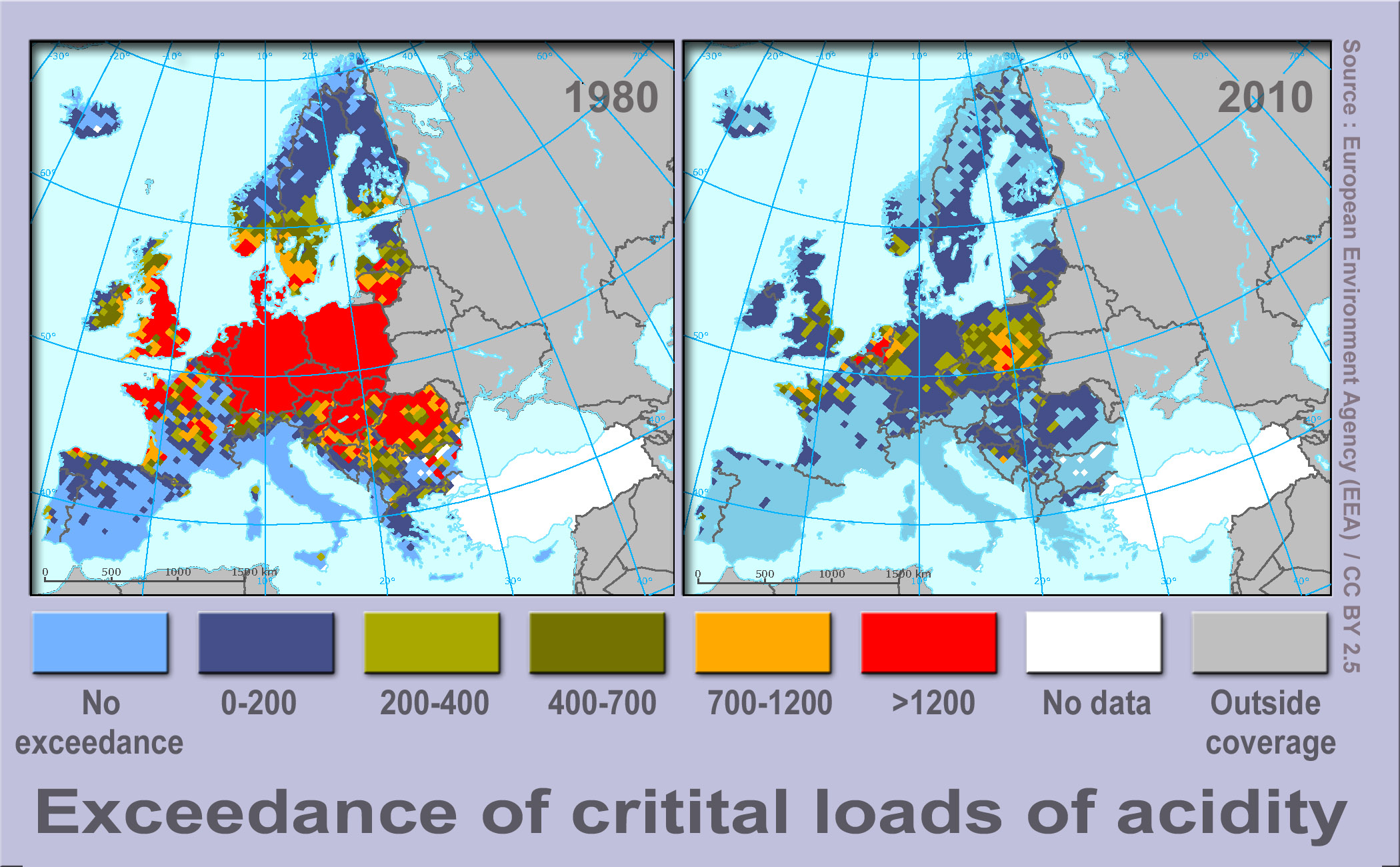
Les efforts de diminution des émissions et retombées acides ont porté leurs fruits (pour SO2, NOx, COV et NH3). Les dépassements de la « charge critique » de retombées acides sont en diminution (unité : eq ha-1a-1). Attention, sur cette carte de l'Agence Européenne pour l'Environnement, les valeurs pour 2010 sont les valeurs-cibles prévues par l'adhésion à la mise en œuvre de la directive NEC. Ces cibles ne sont peut-être pas atteintes partout

Les retombées atmosphériques, les boues d'épuration (et leurs contenus en produits pharmaceutiques et en leurs métabolites),, certains engrais (phosphates riches en cadmium en particulier), les pesticides et parfois les eaux d'irrigation apportent dans les sols des quantités significatives de métaux lourds (non dégradables, bioaccumulables) et de divers polluants ou contaminants microbiens, parfois pathogènes.
Les sols agricoles contiennent souvent des micropolluants qui ont pour origine le fonds géochimique, les séquelles de guerre, ou plus souvent les retombées atmosphériques (45 000 t/an de zinc et 85 000 t de plomb/an estimés dans les années 1990 pour l'Europe des 12) et parfois les eaux d’irrigation.
En France, l’INRA a étudié sept métaux lourds (Cd, Cr, Co, Cu, Ni, Pb et Zn) dans 460 horizons de sols agricoles, et trouve un taux médian de 0,22 mg/kg, contre 0,10 en sols forestiers équivalents. Dans une région industrielle (Nord de la France), P. Six (1992, 1993) confirme ces résultats dans le département du Nord: sur 1000 horizons labourés, n’ayant pas subi d’apports de boues d'épuration, la valeur médiane des teneurs en métaux lourds est de 0,37 mg/kg. Hormis dans le cas d'espèces métallophytes, l'exportation naturelle par les végétaux est faible (moins d'un % des apports de boues résiduaires dans les récoltes étudiées sur quinze à dix ans).
Certains sols forestiers, exposés à des retombées de polluants ou en contenant naturellement, s’avèrent cependant mieux conserver certains de ces polluants que les sols labourés: c’est le cas des radionucléides. Les polluants sont plus ou moins biodisponibles selon les sols. Ils le sont généralement plus (jusqu’à cent fois plus) dans les sols acides.

## Protection en tant que ressource

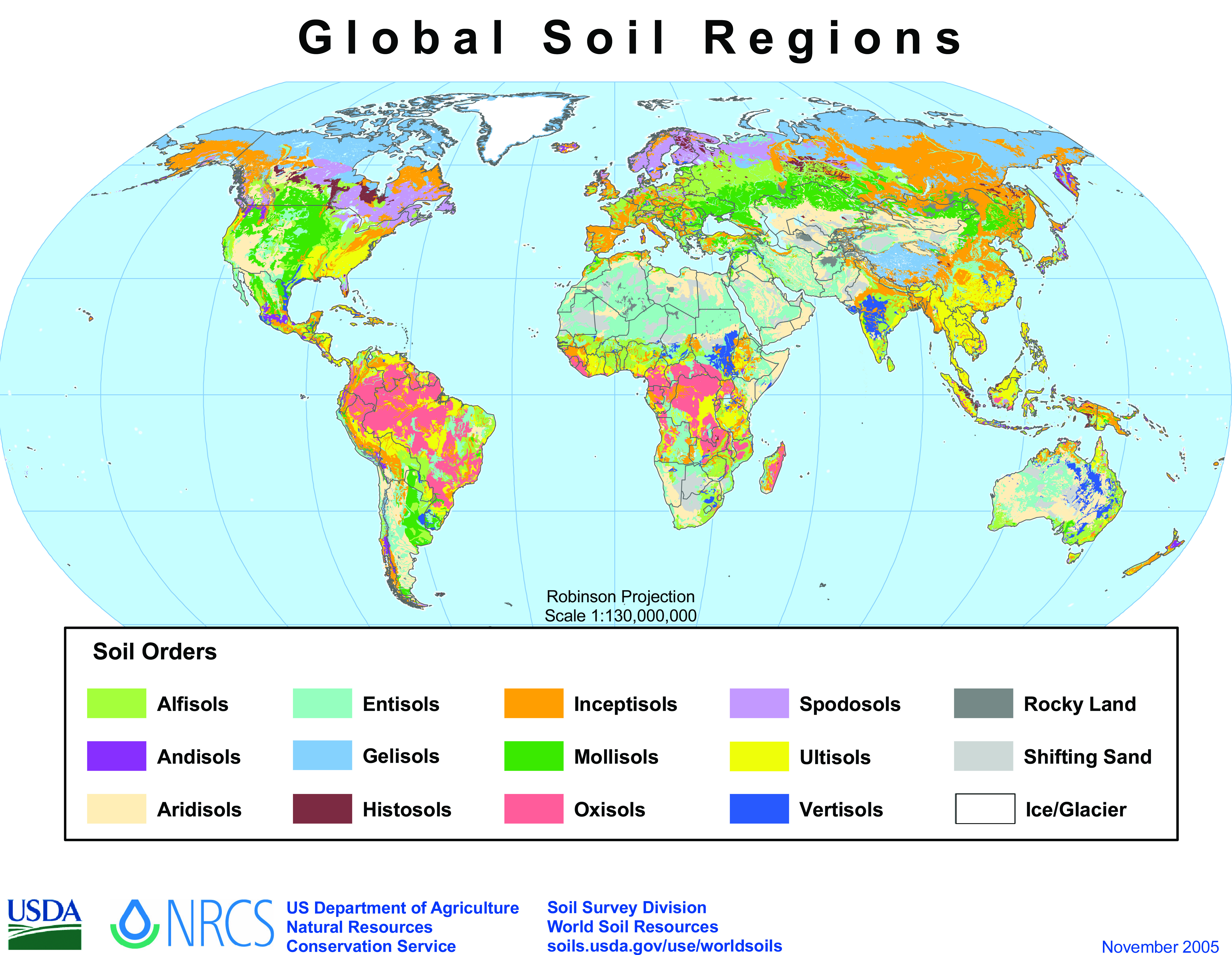
Répartition mondiale des sols selon la taxonomie des sols de l'USDA. 4,8 milliards d'hectare (38 %) sont des terres agricoles dont la perte de fertilité et l'érosion des sols sont des enjeux majeurs ; les forêts qui occupent 4 milliards d'ha (31 %) sont marquées par la déforestation des sols ; les quatre derniers milliards d'ha restants (31 %) correspondant à des zones urbaines (l'urbanisation s'accompagnant d'une artificialisation des sols), des roches, des glaces, des déserts, des lacs…

En France, le Grenelle de l'Environnement a proposé en 2007 les concepts de trame verte et de remembrement environnemental, qui pourraient tous deux contribuer à restaurer les sols. Un bail environnemental a été créé en application de la Loi d'orientation agricole (LOA) du 6 janvier 2006 (décret de mars 2007). Ce bail ne vaut cependant que dans certaines zones géographiques précisées par le décret et pour des bailleurs privés, si leurs parcelles sont situées dans des espaces naturels sensibles et si les clauses conformes au document de gestion officiel sont en vigueur dans ces zones. Ce bail permet d'imposer une liste limitative de pratiques culturales susceptibles de protéger l'environnement. Leur non-respect par le repreneur du bail peut entraîner sa résiliation.
En 2017 le sol est identifié comme ressource stratégique dans le Plan de programmation des ressources qui est l'un des éléments de la stratégie nationale de transition vers l'économie circulaire.
Dans l'Union européenne, on attend toujours des mesures de lutte contre la régression et la dégradation des sols à l'échelle européenne, une urgence soulignée par l'Agence Européenne de l'Environnement. La Directive cadre pour la protection des sols, proposée par la Commission européenne le 22 septembre 2006 et adoptée en première lecture le 14 novembre 2007 par les députés européens, n'a jamais pu être adoptée définitivement en raison de l'opposition de certains pays, dont l'Allemagne, le Royaume-Uni, les Pays-Bas, l'Autriche et la France. Elle a finalement été officiellement retirée par la Commission européenne le 21 mai 2014. Cependant, La Commission européenne a décidé le 27 juillet 2016 d'enregistrer l’initiative citoyenne européenne People4Soil, portée par un réseau d’ONG européennes, d’instituts de recherche, d’associations d’agriculteurs et de groupes environnementaux, qui selon la législation en vigueur devra recueillir, à partir de septembre 2016 et sur une durée de 12 mois, un million de signatures avec un minimum venant d'au moins un quart des pays membres, pour la convertir en proposition d’acte juridique.

## Le sol dans l'art
Avant la Renaissance, le sol est représenté schématiquement par de simples lignes ou une simple surface. À la Renaissance, sa représentation s'affine mais reste standardisée.
Le land art est une forme d'art contemporain, pratiquée en plein air et utilisant le sol (la terre) comme support et souvent comme matériau d'œuvres d'art par nature éphémères, mais maintenues dans les mémoires grâce à la photographie, notamment les photographies aériennes.
Le soil art, utilisant de façon symbolique les couleurs de la terre pour attester son importance dans notre vie, est un domaine de l'art contemporain qui s'est spécialisé sur ce sujet. La pédothèque, collection d'échantillons de terre dont la couleur est classée selon le nuancier de Munsell), de l'artiste Kôichi Kurita en est une des illustrations.
Le sol est également très présent dans la poésie. Francis Ponge a été décrit comme un « poète du sol ». Eugène Guillevic publie en 1942, la même année que Le Parti pris des choses de Francis Ponge, un recueil de poèmes, Terraqué, dont le titre affirme son enracinement dans la terre de son pays natal, la Bretagne.

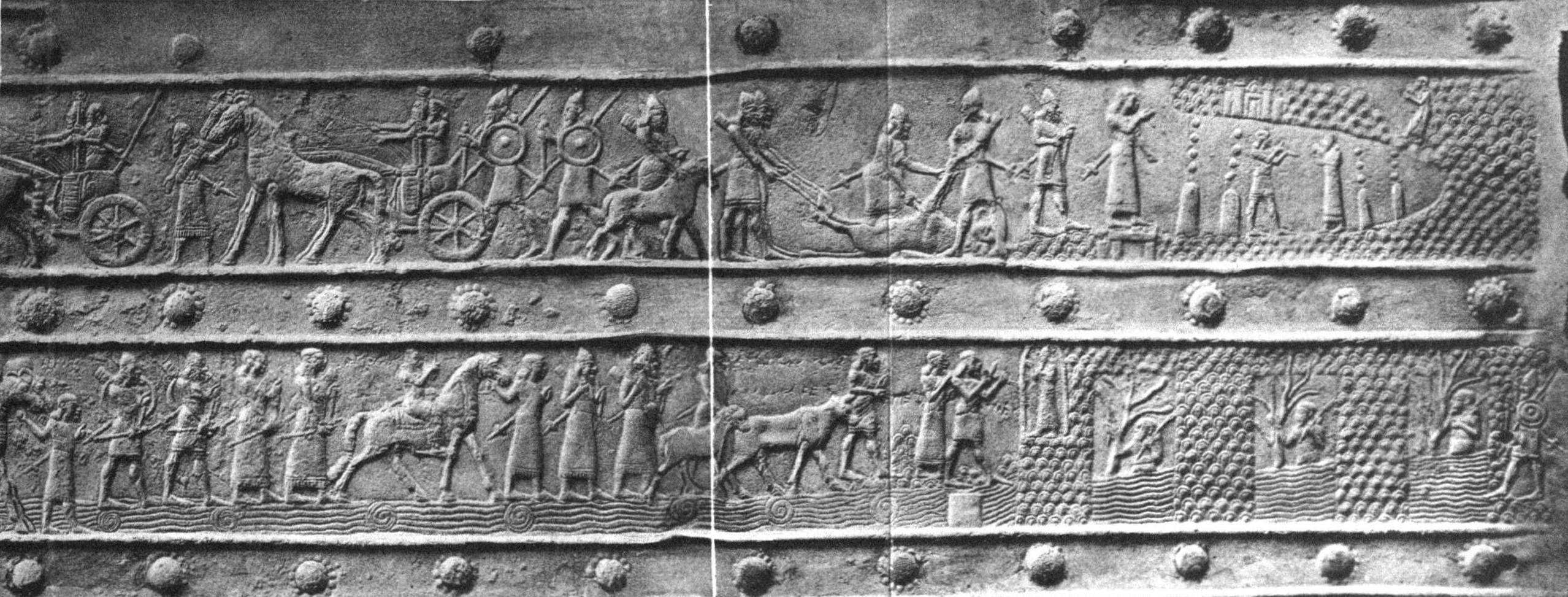
Représentation du sol dans l'art assyrien
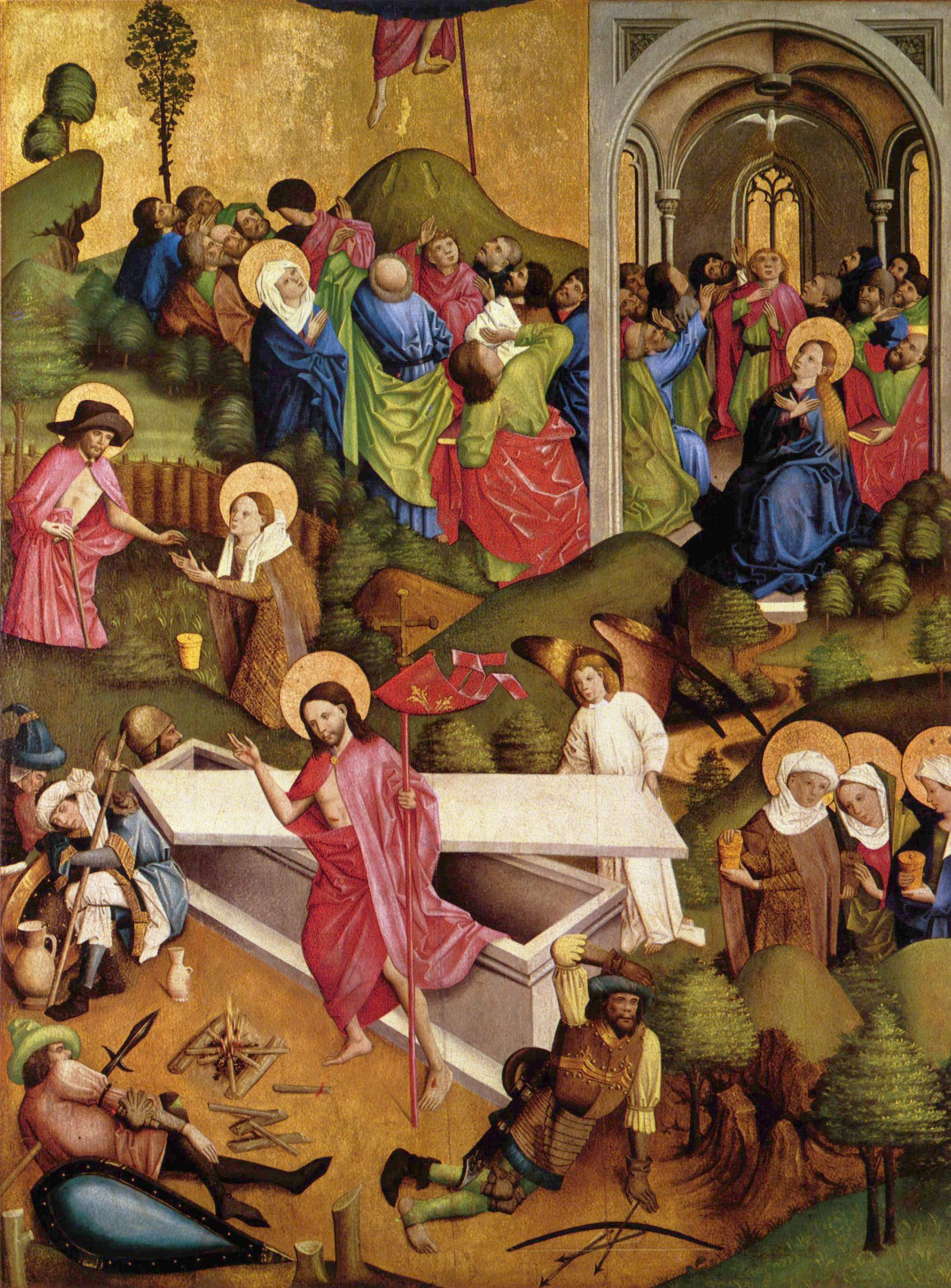
Sol dans une peinture médiévale
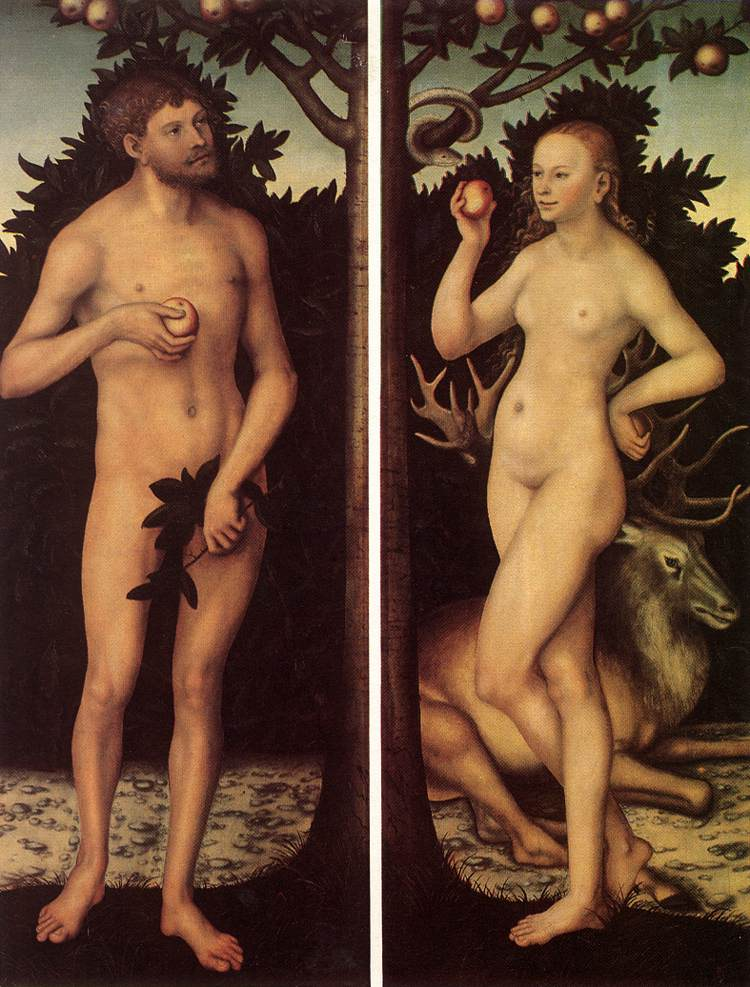
Sol à la Renaissance
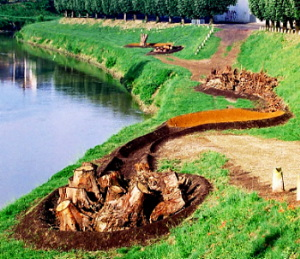
Exemple de land art

## Actions internationales des sols

### Nations Unies

#### Partenariat mondial sur les sols
En décembre 2012, le Partenariat mondial sur les sols "The Global Soil Partnership (GSP)" est créé. Ce partenariat entre divers intervenants est destiné à améliorer la collaboration et les efforts de synergie, avec comme principal objectif d'améliorer la gouvernance et la promotion de la gestion durable des sols, aussi bien auprès des utilisateurs des terres que des décideurs politiques.
Le 20 décembre 2013, à la suite de la demande de l'Organisation des Nations Unies pour l'alimentation et l'agriculture (FAO), l’Assemblée générale de l'ONU (A/RES/68/232) proclame le 5 décembre 2015, Journée mondiale des sols "World Soil Day (WSD)" et année internationale des sols (AIS) " the International Year of Soils (IYS)".

#### Année internationale des sols

Le logo de l'Année internationale des sols

La FAO est désignée pour mettre en œuvre l'Année internationale des sols 2015, dans le cadre du Partenariat mondial sur les sols et en collaboration avec les gouvernements et le secrétariat de la Convention des Nations unies sur la lutte contre la désertification.
L'AIS vise à accroître la sensibilisation et la compréhension de l’importance des sols pour assurer la sécurité alimentaire et permettre aux écosystèmes terrestres de remplir leurs fonctions essentielles, appelées services écosystémiques.

#### Journées mondiales des sols
Lors de cette même assemblée de décembre 2013, l'ONU proclame que les journées mondiales des sols « The World Soil Day » sont organisées chaque 5 décembre dès 2014 par l'Organisation des Nations unies pour l'alimentation et l'agriculture (FAO). L'objectif de ces journées sont de sensibiliser les populations, les organisations et les gouvernements du monde entier à s'engager pour améliorer la santé des sols. Au centre de cette action se trouve l'importance de maintenir sainement aussi bien les écosystèmes que le bien-être humain,.

##### Sensibiliser les enfants
Ces journées permettent aussi de sensibiliser les enfants à travers de petites expérimentations simples à exécuter pour échantillonner et observer simplement :
1. le sol et faire un profil du sol ;
2. l'érosion du sol par l'eau ;
3. la rétention d'eau dans le sol ;
4. l'air dans le sol ;
5. La séparation du sol et l'estimation de la texture du sol ;
6. la bioturbation par les vers de terre dans le sol.

Ces petites expériences permettent d'enseigner aux enfants pourquoi «Prendre soin de la planète commence par le sol», un des principaux objectifs de la Journée mondiale des sols 2017.

### Europe

#### Directive Sols
En 2006, l'Europe définie sa stratégie thématique en faveur de la protection des sols dans un cadre européen pour la protection des sols à destination des États membres dans une directive dénommée Directive cadre pour la protection des sols, ou Directive sols.

#### Guide de la vie sous terre
Document complet de référence sur la vie des sols, à destination des chercheurs, décideurs politiques, enseignants mais aussi tous les curieux de la vie sous terre, l'Atlas européen de la biodiversité des sols est la contribution de la Commission européenne à l'Année internationale de la Biodiversité 2010.
Cet atlas permet de cartographier les dégradations et menaces pesant sur la biodiversité des sols dans l'Union Européenne. Il inclut aussi la biodiversité au-delà des frontières européennes et s'intéresse à la biodiversité des sols tropicaux et les milieux extrêmes tels que les déserts chauds et froids.
Il est le résultat d'une collaboration entre la Commission européenne, des universités, l'industrie et l'Organisation des Nations unies pour l'alimentation et l'agriculture (FAO) ainsi que la Convention sur la diversité biologique (CDB). L'Agence de l'Environnement et de la Maîtrise de l'Énergie (ADEME), l'Institut National de la Recherche Agronomique (INRA) et le Ministère de l'Écologie du Développement Durable et de l'Énergie sont chargés de sa version française.

#### Internationaux
- (en) Centre international de référence et d'information sur les sols (ISRIC)
- Portail d'information sur les sols de la FAO (Organisation des Nations Unies pour l'alimentation et l'agriculture)
- (en) Partenariat mondial sur les sols
- Site officiel du 4p1000
- Cours proposés par la FAO sur la connaissance des sols

#### Canada
- Évaluation de la santé du sol

#### Europe
- (en) Ressources Atlases sur European Soil Data Centre (ESDAC)
- (en) plate-forme SOILveR, interdisciplinaire, de recherche intégrée et d'échange de savoirs sur les sols et les terres en Europe.

#### France
- « Sols : les pieds sous terre », La Méthode scientifique, France Culture, 27 septembre 2021.
- Association Française pour l'Étude du Sol
- Groupement d’intérêt scientifique sur les sols (GIS Sol)
- Réseau mixte technologique Sols et territoires
- Groupement d'Études Méthodologiques pour l'Analyse des Sols
- Rapport sur l'état des sols de France sur le site du GIS (Groupement d'intérêt scientifique) Sol

#### Ressources pédagogiques des sols
- Sur le site de l'Association Française pour l'Étude du Sol (AFES)
- Sur le site de l'Agence de l’Environnement et de la Maîtrise de l’Énergie (ADEME)